# Olympische Geschichte Kasachstans
| Gelbes Symbol für Goldmedaillen mit stilisierten Olympischen Ringen | Graues Symbol für Silbermedaillen mit stilisierten Olympischen Ringen | Braundes Symbol für Bronzemedaillen mit stilisierten Olympischen Ringen |
| ------------------------------------------------------------------- | --------------------------------------------------------------------- | ----------------------------------------------------------------------- |
| 16                                                                  | 23                                                                    | 31                                                                      |

Als unabhängiger Staat war Kasachstan erstmals 1994 bei Olympischen Spielen vertreten. Kasachstan ist eines der wenigen Länder, deren Olympiadebüt bei Winterspielen stattfanden. Seit 1994 schickte Kasachstan Athleten zu allen Winterspielen, seit 1996 zu allen Sommerspielen. Von 1952 bis 1988 waren kasachische Sportler Mitglieder der Olympiamannschaften der Sowjetunion. 1992 nahmen Kasachen im Vereinten Team der ehemaligen Sowjetrepubliken teil. Jugendliche Sportler nahmen an allen bislang ausgetragenen Jugendspielen im Sommer und im Winter teil.

## Übersicht

### Sommerspiele
Kasachstan trat als unabhängiger Staat erstmals 1996 bei Olympischen Sommerspielen an. Die ersten Olympioniken waren am 19. Juli 1996 die Ringer Nurum Dusenow, Juri Melnitschenko und Däulet Turlychanow. Die erste Frau Kasachstans bei Olympischen Sommerspielen war einen Tag später die Schwimmerin Jewgenija Jermakowa.

#### Atlanta 1996
In Atlanta gingen kasachische Sportler in den Sportarten Leichtathletik, Boxen, Ringen, Gewichtheben, Moderner Fünfkampf, Schießen, Radsport, Schwimmen, Wasserspringen, Kanusport, Fechten, Bogenschießen, Judo und Turnen an den Start. Gleich bei der ersten Teilnahme gab es die ersten Medaillen für Kasachstan, darunter drei Olympiasiege. Erster Medaillengewinner und zugleich Olympiasieger bei Sommerspielen war der Ringer Juri Melnitschenko, der im Bantamgewicht des griechisch-römischen Stils gewann. Im Fliegengewicht des Freistils gewann Mäulen Mamyrow eine Bronzemedaille. Im Boxen gewann Wassili Schirow im Halbschwergewicht. Bolat Schumadilow gewann Silber im Fliegengewicht, Bolat Nijasymbetow Bronze im Halbweltergewicht und Jermachan Ybrajymow Bronze im Halbmittelgewicht. Alexander Parygin steuerte mit seinem Sieg im Modernen Fünfkampf den dritten Olympiasieg in Atlanta bei. Im Gewichtheben gewann Anatoli Chrapaty Silber im 1. Schwergewicht. Drei Medaillen konnten die Sportschützen gewinnen. Der Sportschütze Sergei Beljajew gewann zwei Silbermedaillen mit dem Kleinkalibergewehr, eine im Dreistellungskampf, die zweite im Liegendanschlag. Wladimir Wochmjanin gewann schließlich Bronze mit der Schnellfeuerpistole.
Weitere Topplatzierungen gelangen de Leichtathleten Igor Potapowitsch mit Platz 4 im Stabhochsprung und Sergei Korepanow mit Platz 8 im Gehen über 50 Kilometer. Der Kanute Konstantin Negodjajew erreichte im Einer-Kanadier das Finale über 500 Meter und belegte Platz 7. Im Wasserspringen wurde Irina Wügussowa Siebte im Turmspringen. Bei den Sportschützen wurde Galina Beljajewa Sechste mit der Luftpistole, Julija Bondarewa wurde Siebte. Im Ringen verlor Däulet Turlychanow im Mittelgewicht des griechisch-römischen Stils seinen Kampf um die Bronzemedaille.

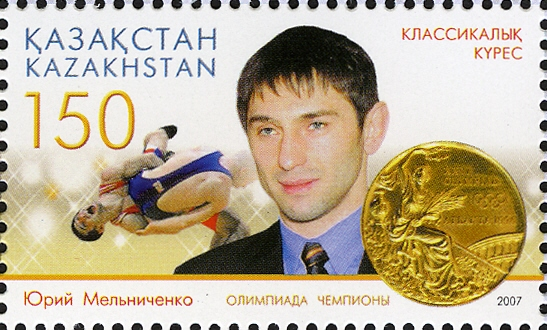
Juri Melnitschenko, erster Olympiasieger bei Sommerspielen 1996, auf einer kasachischen Briefmarke von 2007
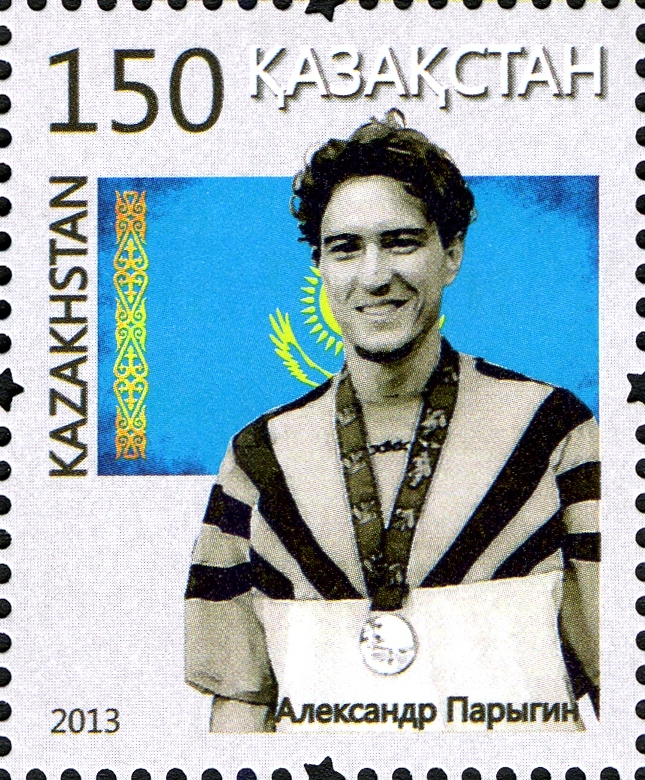
Alexander Parygin, Olympiasieger 1996, auf einer kasachischen Briefmarke von 2013
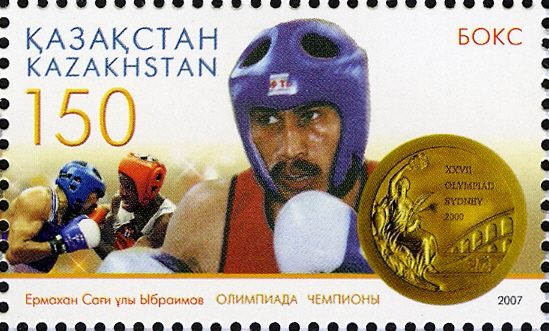
Jermachan Ybrajymow, Bronze 1996, auf einer kasachischen Briefmarke von 2007

#### Sydney 2000

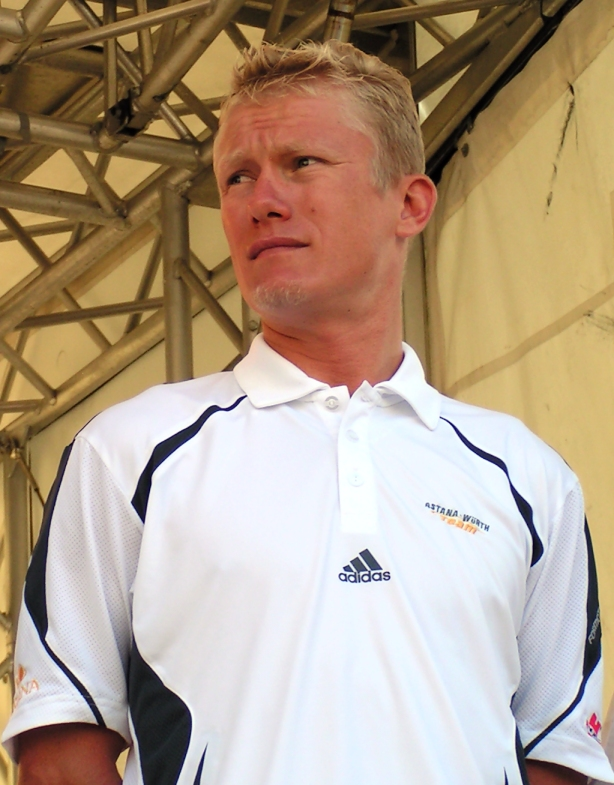
Alexander Winokurow, Silber 2000, Olympiasieg 2012

In Sydney gaben kasachische Ruderer, Wasserballspieler und Triathleten ihr olympisches Debüt. Kasachischen Sportlern gelangen wie schon vier Jahre zuvor drei Olympiasiege. Im 100-Meter-Hürdenlauf wurde Olga Schischigina die erste kasachische Frau, die bei Sommerspielen Olympiasiegerin wurde. Im Boxen wurde Beksat Sattarchanow Olympiasieger im Federgewicht, Jarmachan Ybrajymow im Halbmittelgewicht. Im Fliegengewicht wiederholte Bolat Schumaldilow seine Silbermedaille von Atlanta. Muchtarchan Dildäbekow holte Silber im Superschwergewicht. Der Freistilringer Islam Bairamukow gewann Silber im Schwergewicht. Eine weitere Silbermedaille gewann der Radrennfahrer Alexander Winokurow Silber im Straßenrennen.
Vordere Platzierungen erreichten die Leichtathletin Swetlana Salewskaja mit Platz 6 im Hochsprung und der Gewichtheber Sergei Filimonow im Mittelgewicht. Der Freistilringer Gennadi Lalijew verlor im Mittelgewicht seinen Kampf um Bronze. Im Schießen wurde Wladimir Guschtscha Achter mit der freien Pistole, Dina Aspandijarowa Sechste mit der Luftpistole und Olga Dowgun Siebte mit dem Kleinkalibergewehr im Dreistellungskampf. Der Radrennfahrer Andrei Teterjuk wurde Sechster im Einzelzeitfahren. Im Kanusport erreichte der Zweier-Kanadier der Männer über 500 Meter als Siebter das Ziel. Der Turner Sergei Fedortschenko erreichte das Gerätefinale im Pferdsprung und wurde Fünfter. Im Triathlon wurde Dmitri Gaag Vierter.

#### Athen 2004
In Athen nahm erstmals ein Taekwondoin aus Kasachstan teil. Der Boxer Baqtijar Artajew wurde Olympiasieger im Weltergewicht. Gennadi Golowkin gewann Silber im Mittelgewicht, Serik Jeleuow Bronze im Leichtgewicht. Im Gewichtheben holte Sergei Filimonow im Mittelgewicht Silber. Ebenfalls Silber gewannen der Freistilringer Gennadi Lalijew im Mittelgewicht und der Ringer Georgi Tsurtsumia im Superschwergewicht des griechisch-römischen Stils. In dieser Stilart gewann Mchitar Manukjan Bronze im Weltergewicht. Der Leichtathlet Dmitri Karpow gewann Bronze im Zehnkampf.
Im Weltergewicht des Freistilringens verlor Leonid Spiridonow seinen Kampf um die Bronzemedaille. Bei den Sportschützen erreichte Wladimir Issatschenko Platz 6 mit der freien Pistole. Olga Dowgun wurde Vierte mit dem Kleinkalibergewehr im Dreistellungskampf. Radrennfahrer Alexander Winokurow belegte Platz 5 im Einzelzeitfahren. Der Schwimmer Wladislaw Poliakow wurde sowohl über 100 Meter als auch über 200 Meter Brust jeweils Fünfter. Jernar Jerimbetow erreichte im Turnen das Gerätefinale am Barren und belegte Platz 8. In der Rhythmischen Sportgymnastik wurde Alija Jusupowa Vierte.

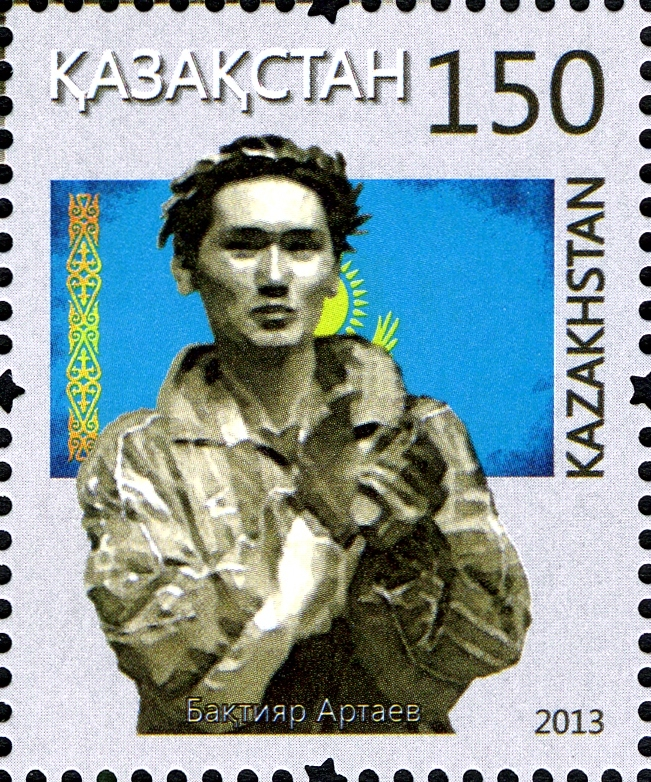
Bayqtijar Artajew, Olympiasieger 2004, auf einer kasachischen Briefmarke von 2013
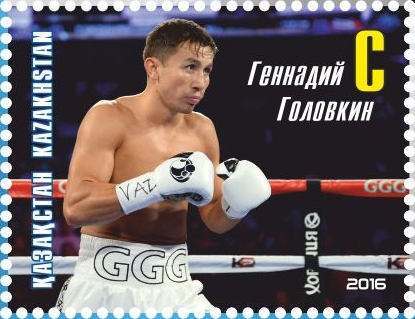
Gennadi Golowkin, Silber 2004, auf einer kasachischen Briefmarke von 2016
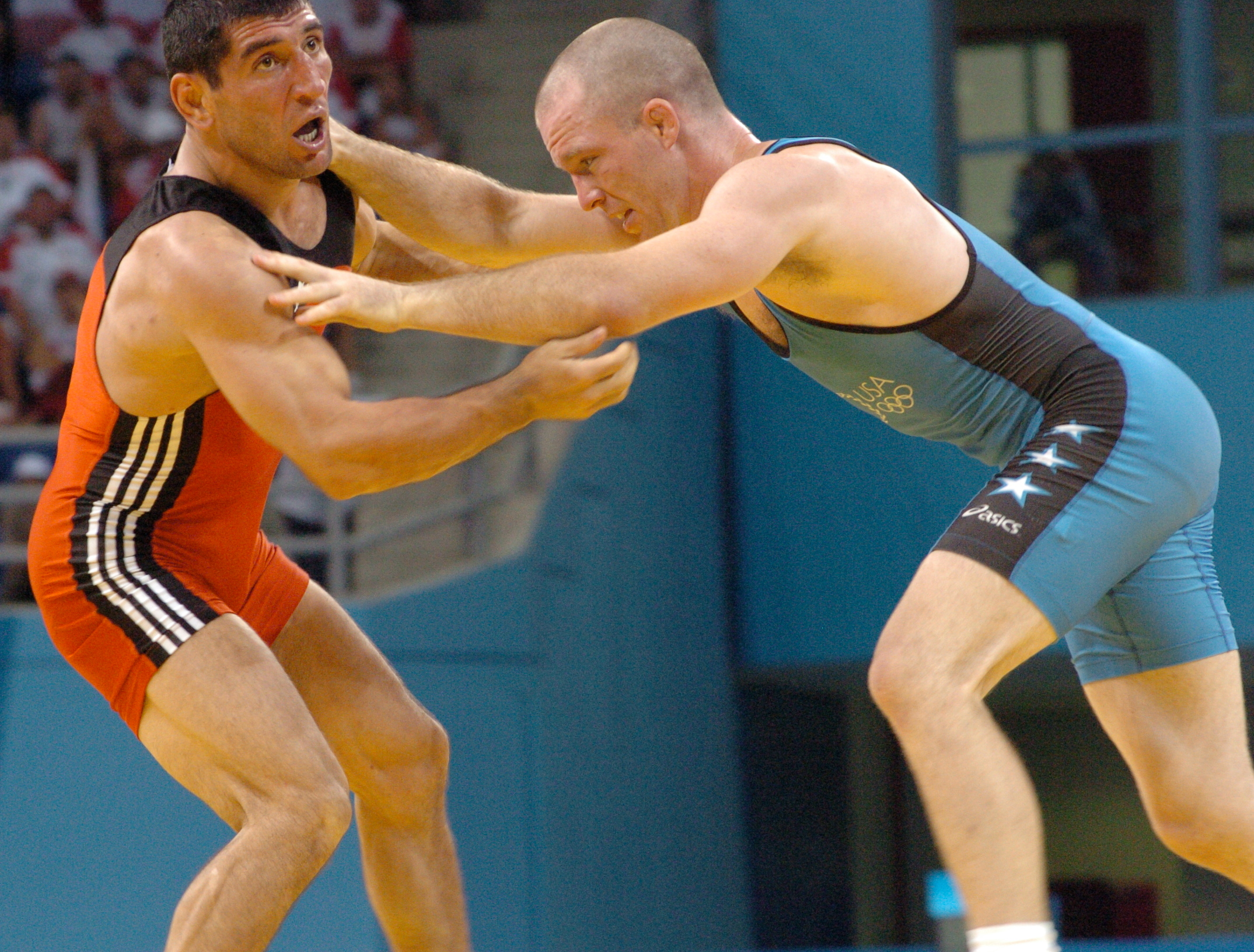
Mchitar Manukjan (l.), Bronze 2004, in seinem Vorrundenkampf gegen Oscar Wood (USA)
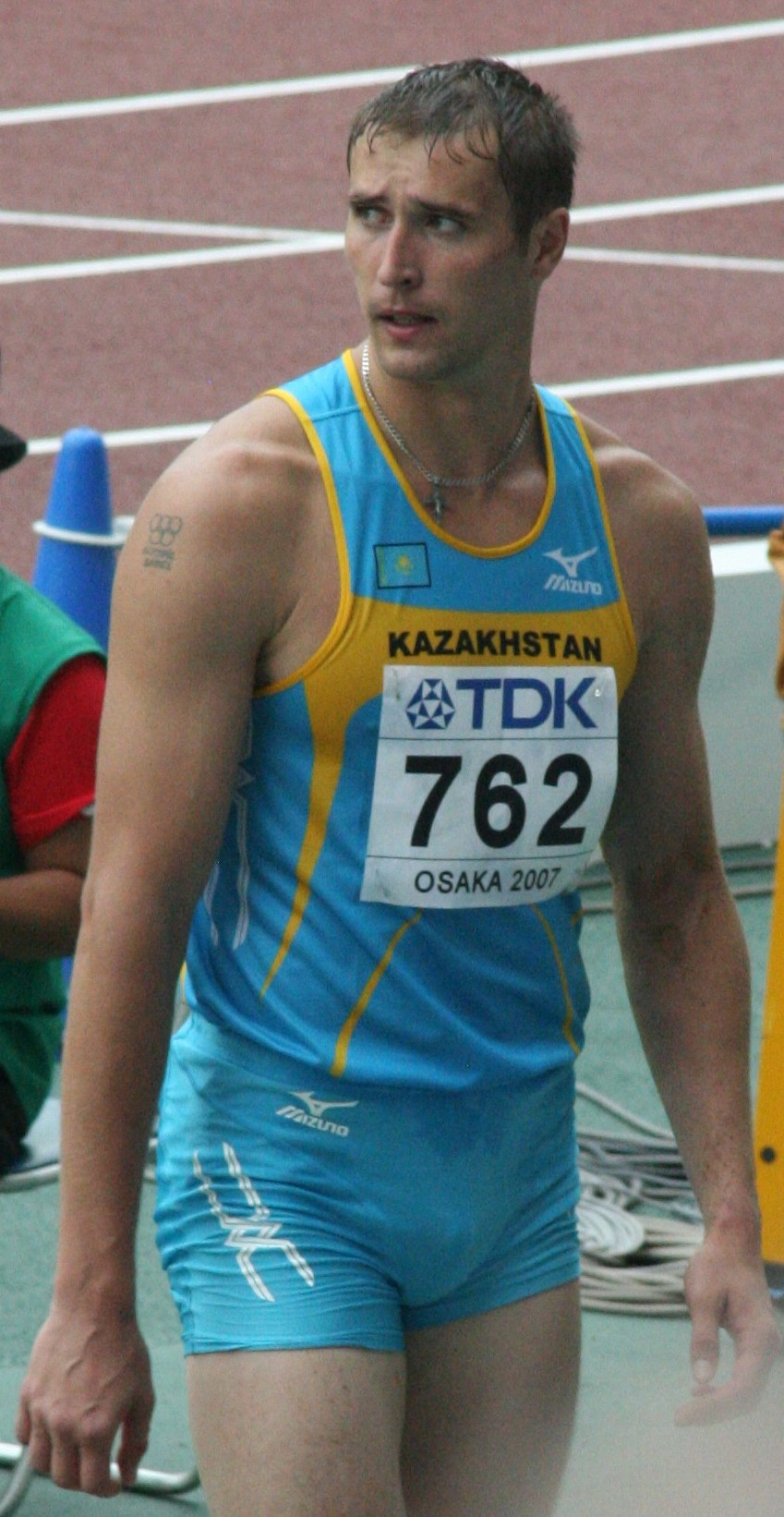
Dmitri Karpow, Bronze 2004

#### Peking 2008

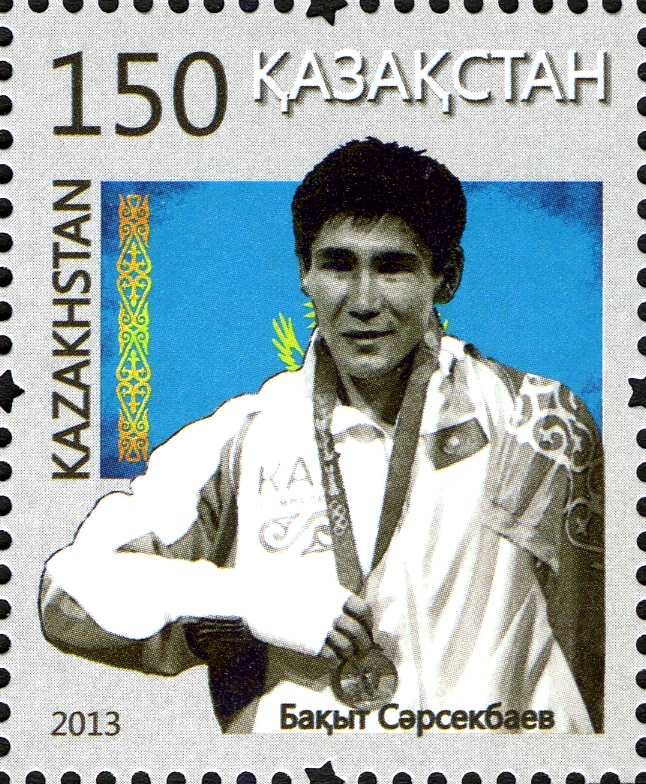
Baqyt Särsekbajew, Olympiasieger 2008, auf einer kasachischen Briefmarke von 2013

Handball, Volleyball und Tischtennis wurden in Peking erstmals von kasachischen Athleten absolviert. Die Spiele von Peking wurden von mehreren Dopingfällen überschattet. Der Gewichtheber Ilja Iljin hatte im Mittelschwergewicht die Goldmedaille gewonnen. Bei Nachtests 2016 wurde ihm Doping nachgewiesen. Das IOC disqualifizierte Iljin nachträglich und erkannte ihm den Olympiasieg wieder ab. Im Gewichtheben der Frauen wurden drei Kasachinnen disqualifiziert. Irina Nekrassowa hatte im Mittelgewicht die Silbermedaille gewonnen. 2016 wurde sie des Dopings überführt und nachträglich disqualifiziert. Auch ihre Teamkameradin Maija Manesa, die sich nicht für den Endkampf qualifizieren konnte, wurde nachträglich disqualifiziert. Im Superschwergewicht verlor Marija Grabowezkaja ihre Bronzemedaille. Auch der vierte Platz von Wladimir Sedow im Halbschwergewicht wurde annulliert. Alla Waschenina belegte im Schwergewicht zunächst Platz 2, wurde jedoch nach der Disqualifikation der ursprünglichen Siegerin, der Chinesin Cao Lei zur Olympiasiegerin erklärt.
Auch im Ringen gab es nachträgliche Disqualifikationen für kasachische Athleten. Im Schwergewicht des Freistils wurde der Silbermedaillengewinner Taimuras Tigijew disqualifiziert. Asset Mambetow, der im Schwergewicht des griechisch-römischen Stils angetreten war, verlor seine Bronzemedaille. Demgegenüber wurde Nurbakyt Tengisbajew im Leichtgewicht des griechisch-römischen Stils nach Disqualifikation des Zweitplatzierten Vitali Rəhimov aus Aserbaidschan mit der Silbermedaille bedacht.
Der Boxer Baqyt Särsekbajew gewann die Goldmedaille im Weltergewicht. Im Halbschwergewicht gewann Jerkebulan Schynalijew Bronze. Im Freistilringen gewann Marid Mutalimow Bronze im Superschwergewicht sowie Jelena Schalygina Bronze im Mittelgewicht. Asqat Schitkejew gewann Silber im Halbschwergewicht des Judoturniers. Im Taekwondo erkämpfte sich Arman Tschilmanow die Bronzemedaille im Schwergewicht.
Die Leichtathletin Olga Rypakowa verpasste mit Platz 4 im Dreisprung nur knapp eine Medaille. Bei den Sportschützen wurde Olga Dowgung Sechste mit dem Luftgewehr und im Dreistellungskampf mit dem Kleinkalibergewehr. Jelena Strutschajewa wurde Sechste im Trapschießen. Alija Jusupowa wurde in der Rhythmischen Sportgymnastik Fünfte.

#### London 2012
In London nahmen erstmals kasachische Tennisspieler teil. Auch bei den Spielen von London gab es Disqualifikationen wegen Dopings unter den kasachischen Athleten. Alle vier ursprünglichen Olympiasieger im Gewichtheben wurden des Dopings überführt und disqualifiziert. Ilja Iljins Blutprobe wurde zum gleichen Zeitpunkt wie die Probe von 2008 untersucht und auch hier fanden sich Nachweise für Doping. Bei den Frauen wurde die Federgewichtlerin Sülfija Tschinschanlo disqualifiziert, im Mittelgewicht Maija Manesa und im Schwergewicht Swetlana Podobedowa.
Die Leichtathletin Olga Rypakowa wurde Olympiasiegerin im Dreisprung, der Radrennfahrer Alexander Winokurow im Straßenrennen und der Boxer Serik Säpijew im Weltergewicht. Im Halbschwergewicht gewann Ädilbek Nijasymbetow Silber, Iwan Dytschko holte Bronze im Superschwergewicht und Marina Wolnowa im Mittelgewicht. Drei Bronzemedaillen wurden im Ringen gewonnen durch Danijal Gadschijew im Halbschwergewicht des griechisch-römischen Stils, Aqschürek Tangatarow im Weltergewicht des Freistils und Güsel Manjurowa im Schwergewicht des Freistils.

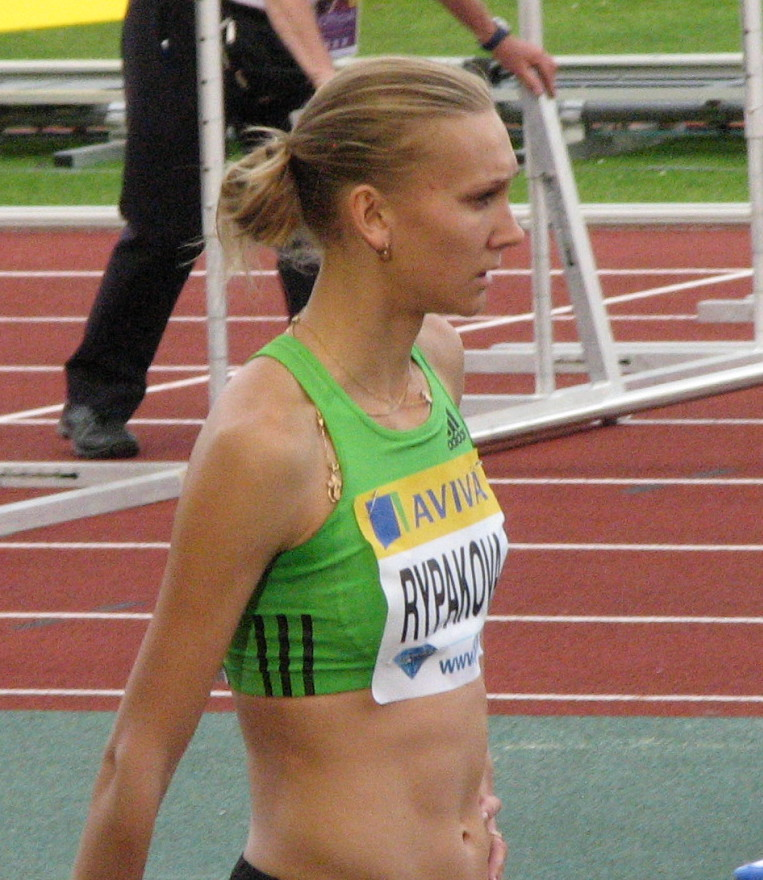
Olga Rypakowa, Olympiasiegerin 2012, Bronze 2016
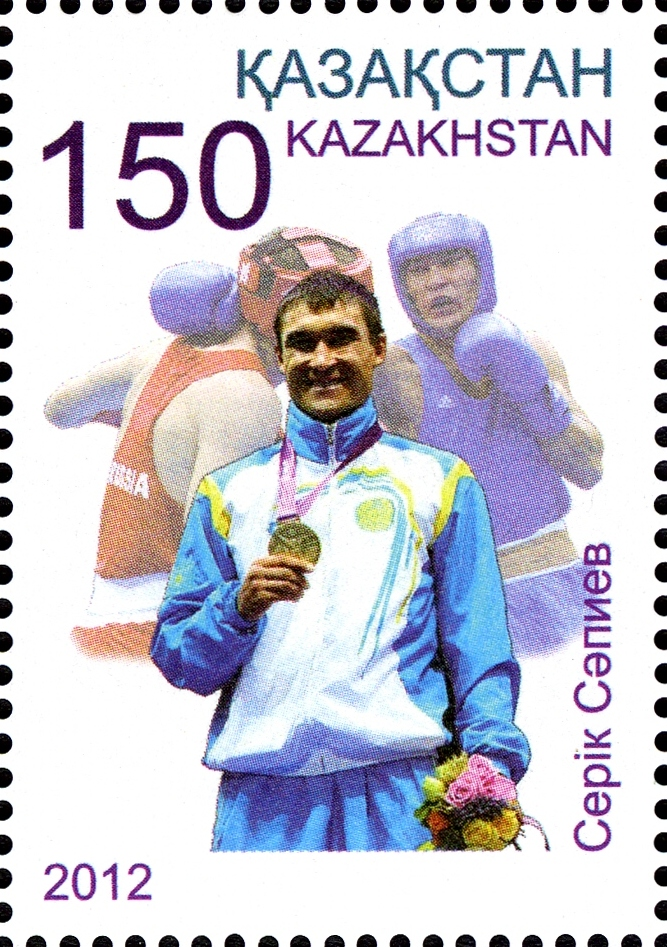
Serik Säpijew, Olympiasieger 2012, auf einer kasachischen Briefmarke von 2013
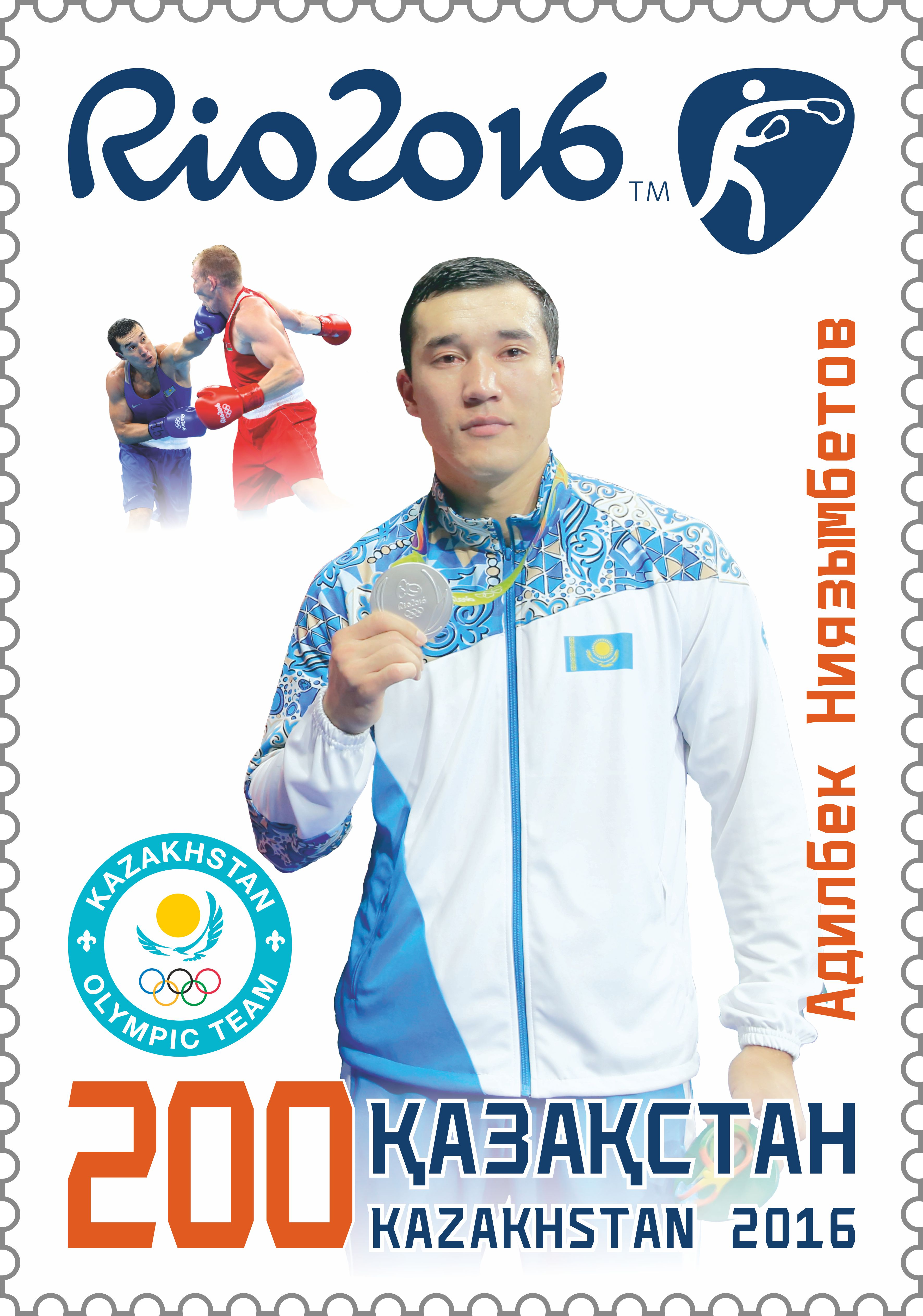
Ädilbek Nijasymbetow, Silber 2012 und 2016, auf einer kasachischen Briefmarke von 2016
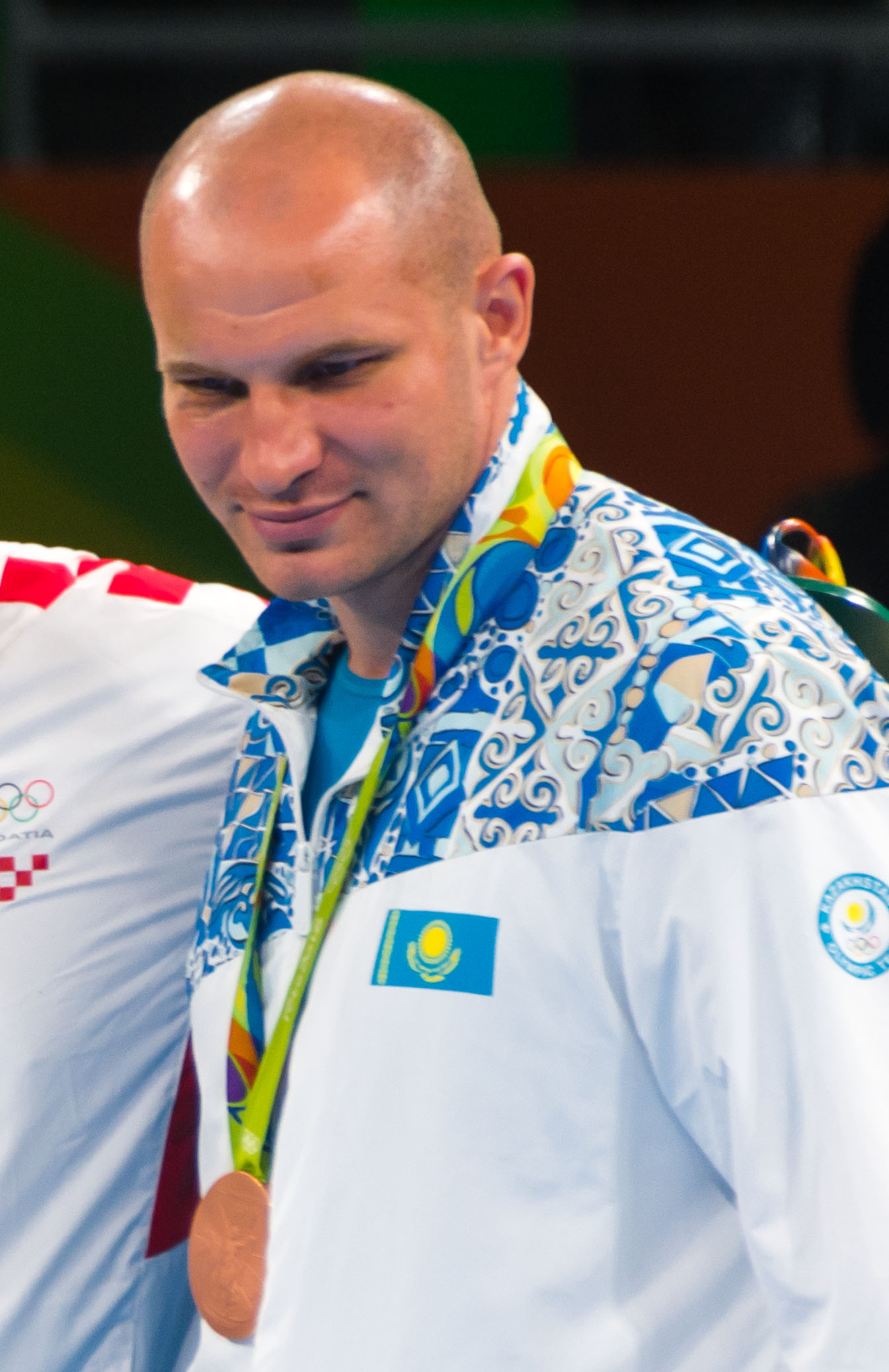
Iwan Dytschko, Bronze 2012
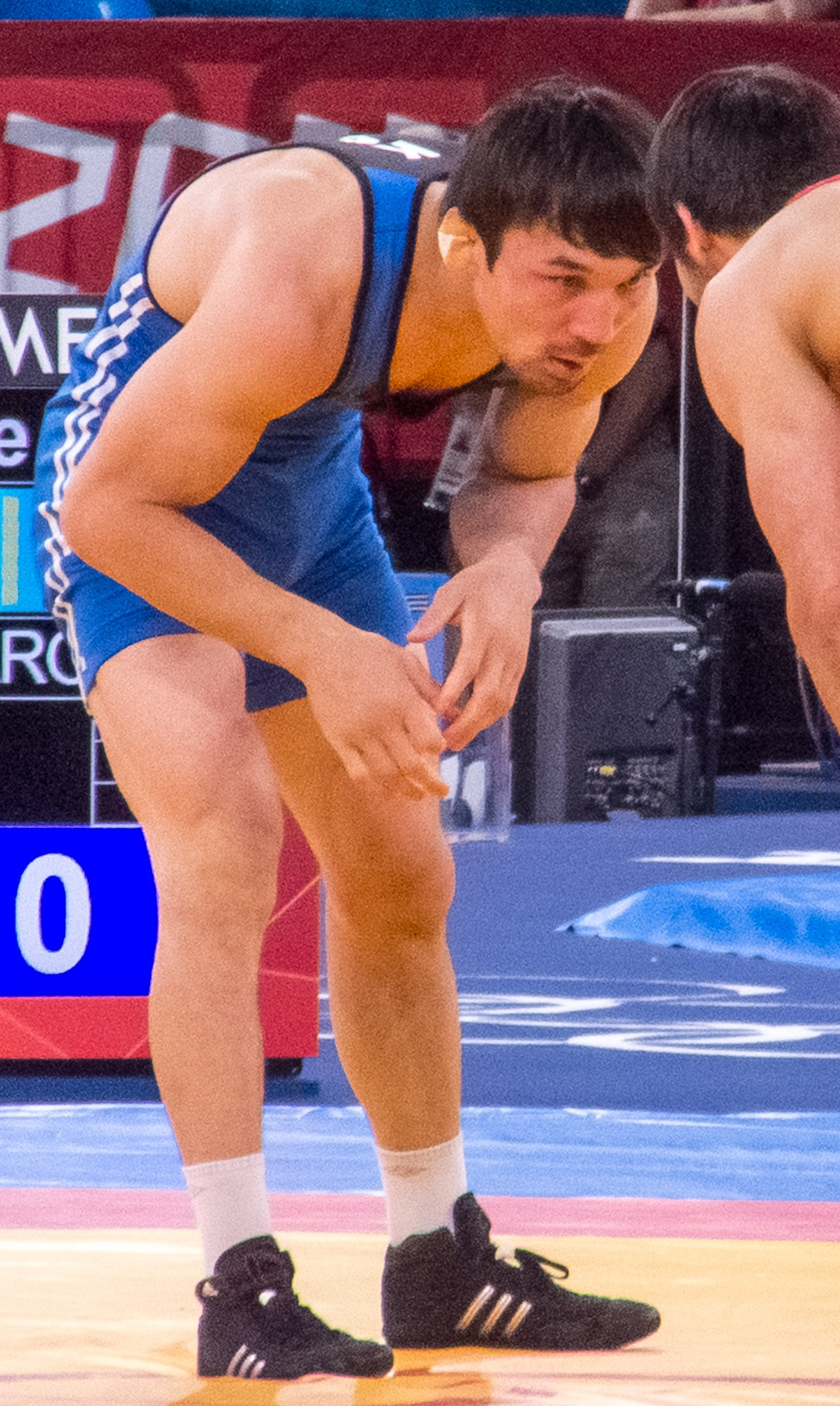
Aqschürek Tangatarow, Bronze 2012
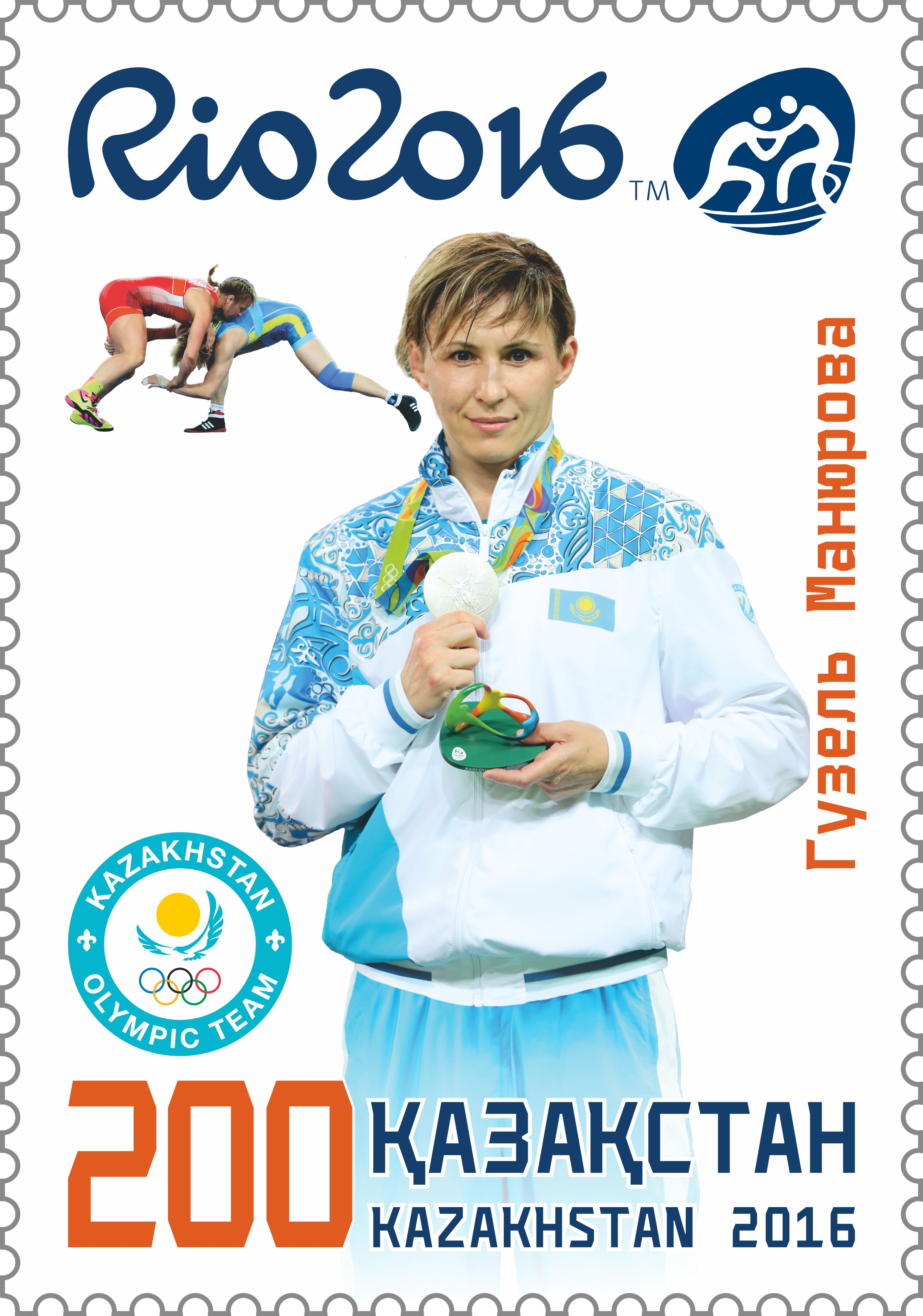
Güsel Manjurowa, Bronze 2012, Silber 2016, auf einer kasachischen Briefmarke von 2016

#### Rio de Janeiro 2016
In Rio de Janeiro wurde der Gewichtheber Nischat Rachimow Olympiasieger im Mittelgewicht. Weitere drei Bronzemedaillen gewannen die Männer mit Farchad Charki im Federgewicht, Denis Ulanow im Halbschwergewicht und Alexander Saitschikow im Schwergewicht. Hinzu kam ein vierter Rang durch Arli Chontey im Bantamgewicht. Bei den Frauen gewannen Karina Goritschewa Silber im Mittelgewicht und Schasira Schapparkul Bronze im Halbschwergewicht. Der Boxer Danijar Jeleussinow wurde Olympiasieger im Weltergewicht. Ädilbek Nijasymbetow gewann, wie vier Jahre zuvor, Silber im Halbschwergewicht, Wassili Levit Silber im Schwergewicht. Bei den Frauen holte Dariga Schakimowa Bronze im Mittelgewicht. Der dritte kasachische Olympiasieger von Rio de Janeiro war der Schwimmer Dmitri Balandin, der über 200 Meter Brust gewann. Über die 100-Meter-Distanz wurde er Achter. Die Ringerinnen steuerten drei Medaillen bei. Güsel Manjurowa gewann im Schwergewicht Silber, Jekaterina Larionowa Bronze im Mittelgewicht und Elmira Sysdykowa Bronze im Halbschwergewicht. Der Judoka Jeldos Smetow gewann Silber im Extraleichtgewicht, in der gleichen Gewichtsklasse gewann bei den Frauen Galbadrachin Otgontsetseg Bronze. Titelverteidiger Olga Rypakowa gewann im Dreisprung diesmal Bronze.
Im Modernen Fünfkampf wurde Jelena Potapenko Neunte der Einzelwertung. Der Radrennfahrer Andrei Seiz belegte im Straßenrennen Platz 8. Bei den Kanuregatten erreichte das Zweier-Kajak der Frauen über 500 Meter das Finale und wurde Siebte. Im Einer-Kajak über 200 Meter wurde Inna Klinowa Achte.

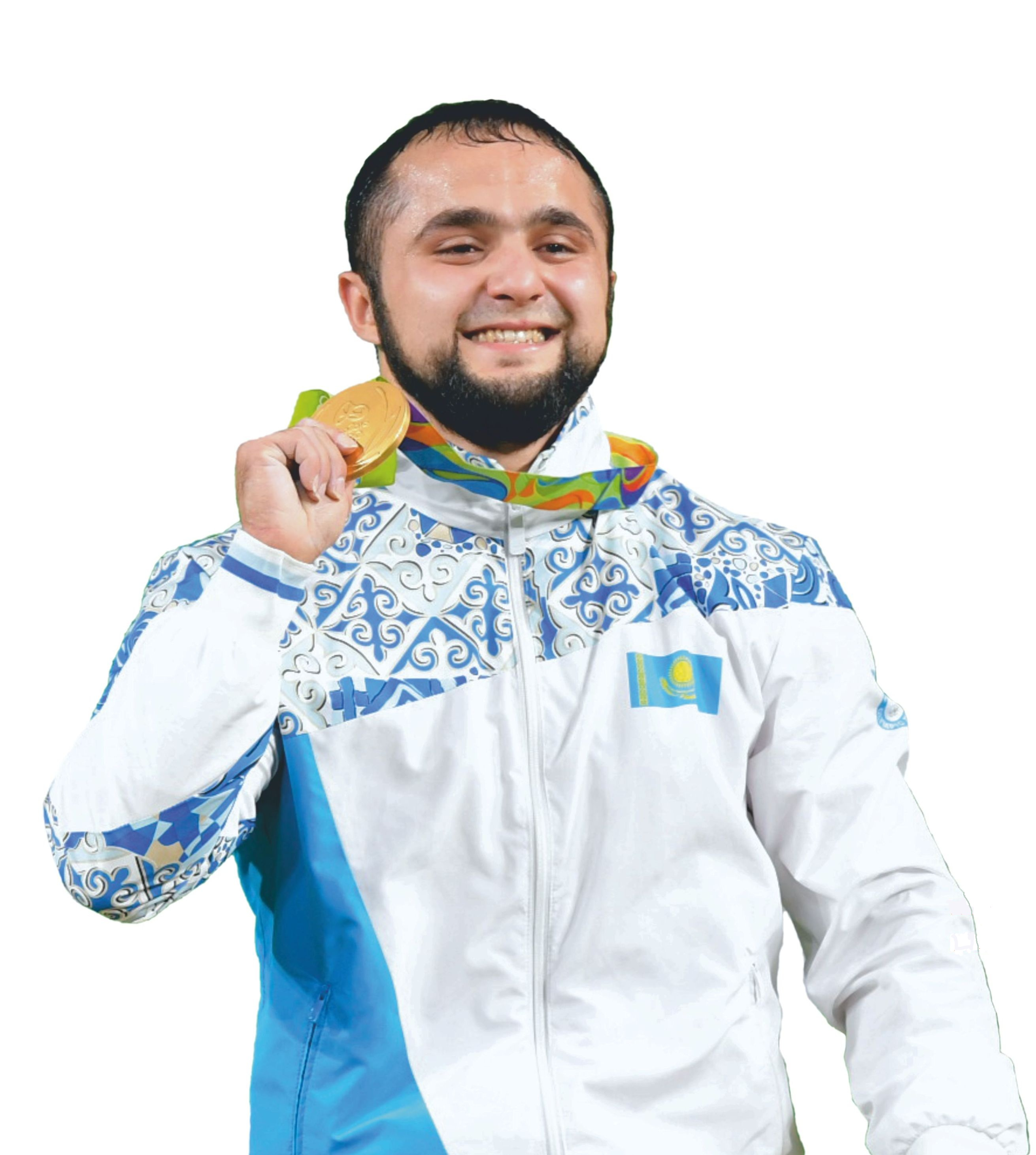
Nischat Rachimow, Olympiasieger 2016
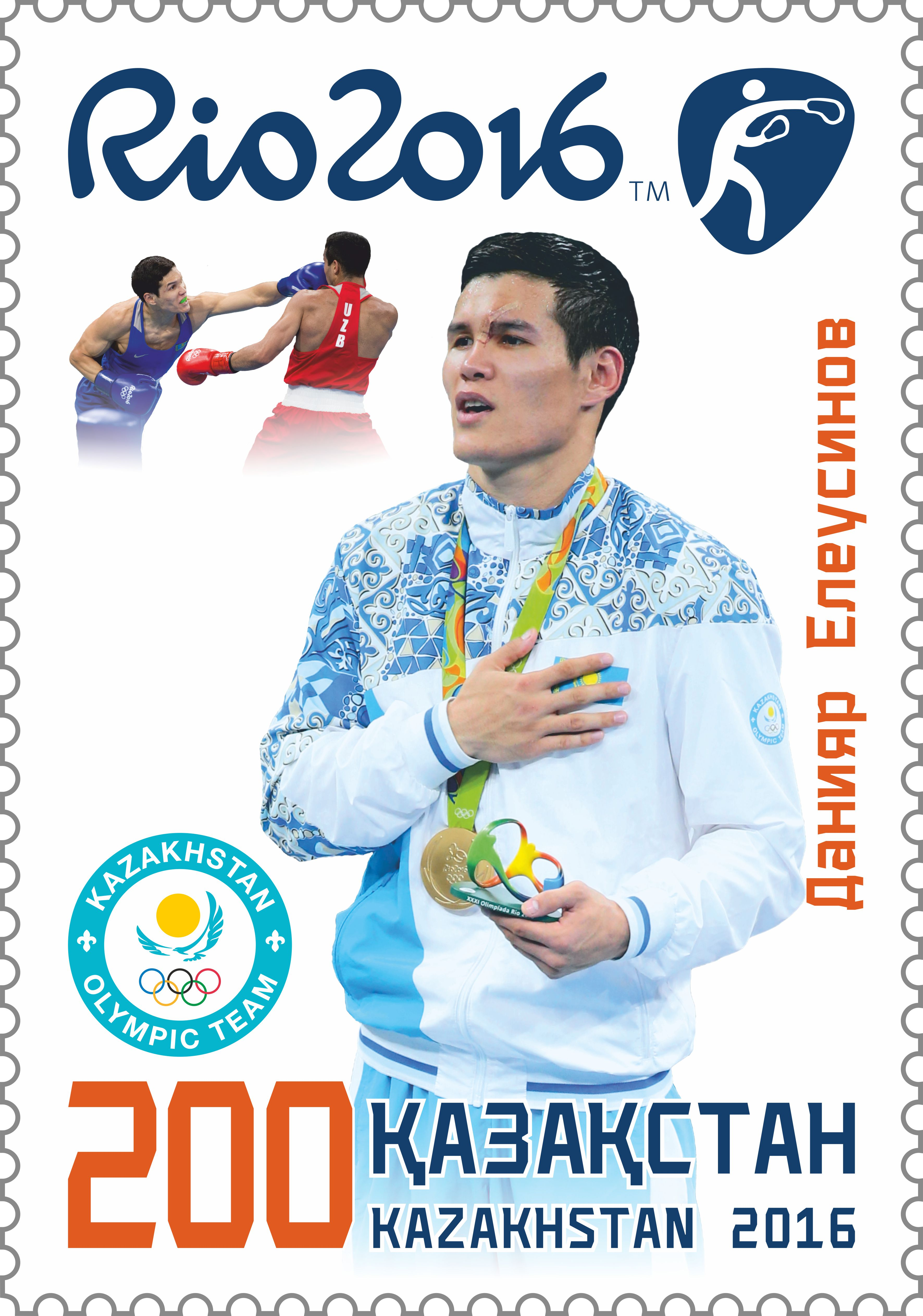
Danijar Jeleussinow, Olympiasieger 2016, auf einer kasachischen Briefmarke von 2016
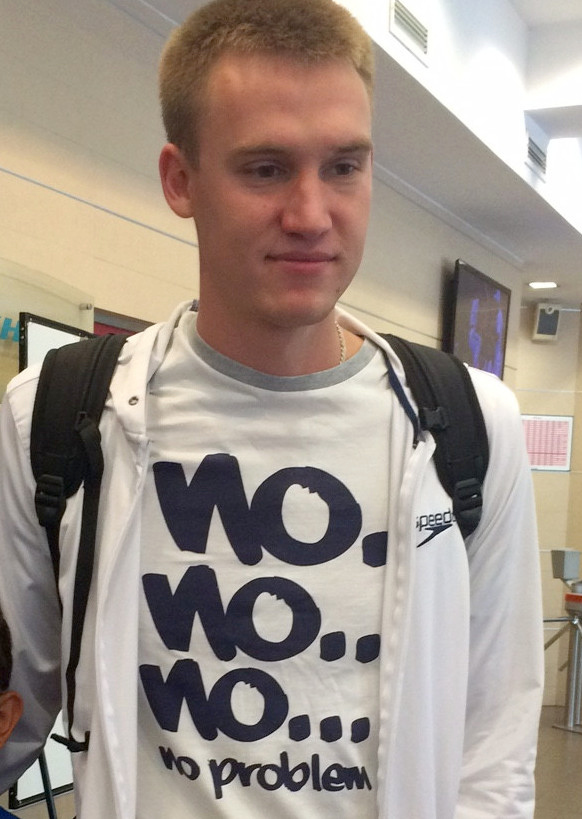
Dmitri Balandin, Olympiasieger 2016
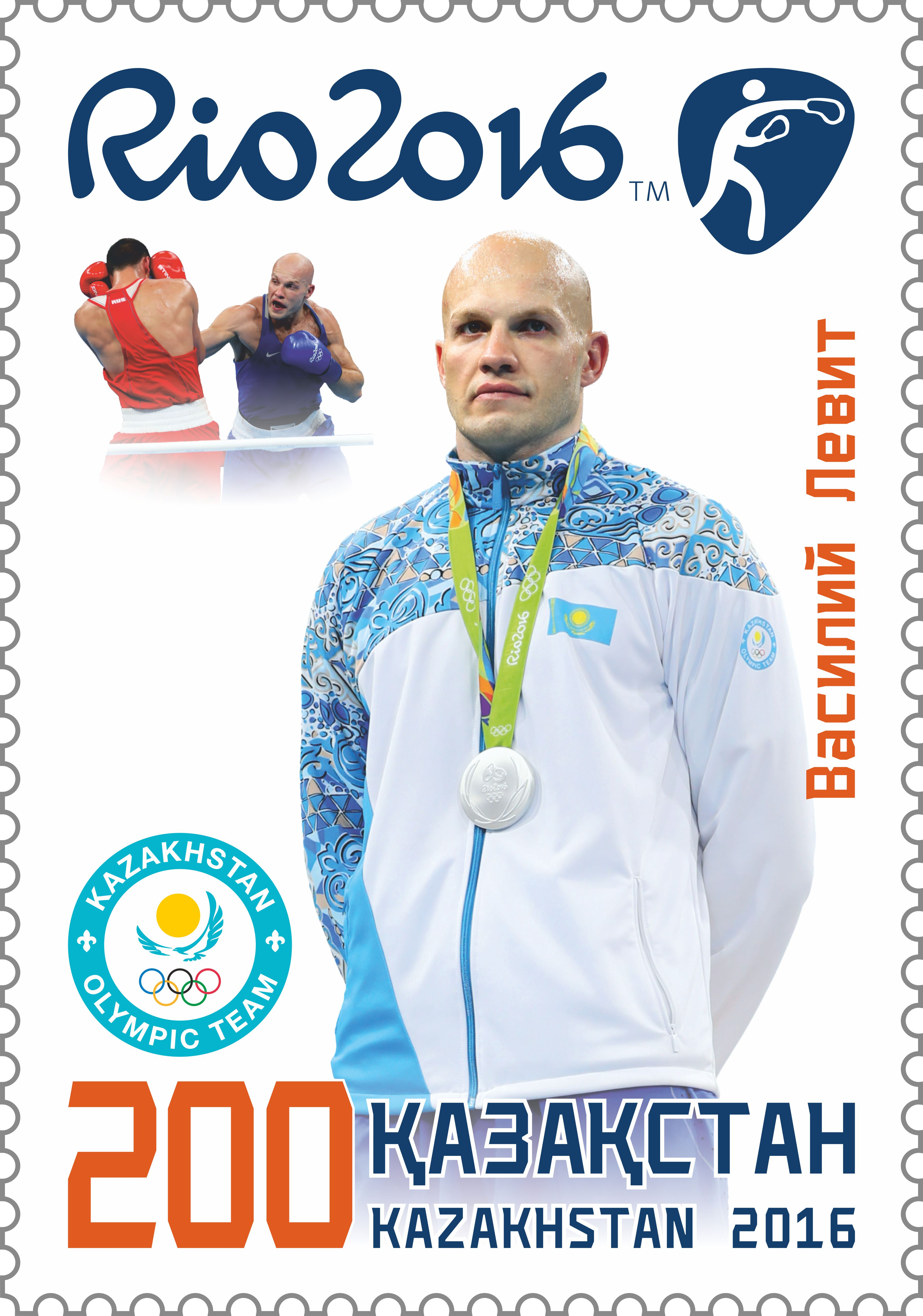
Wassili Lewit, Silber 2016, auf einer kasachischen Briefmarke von 2016
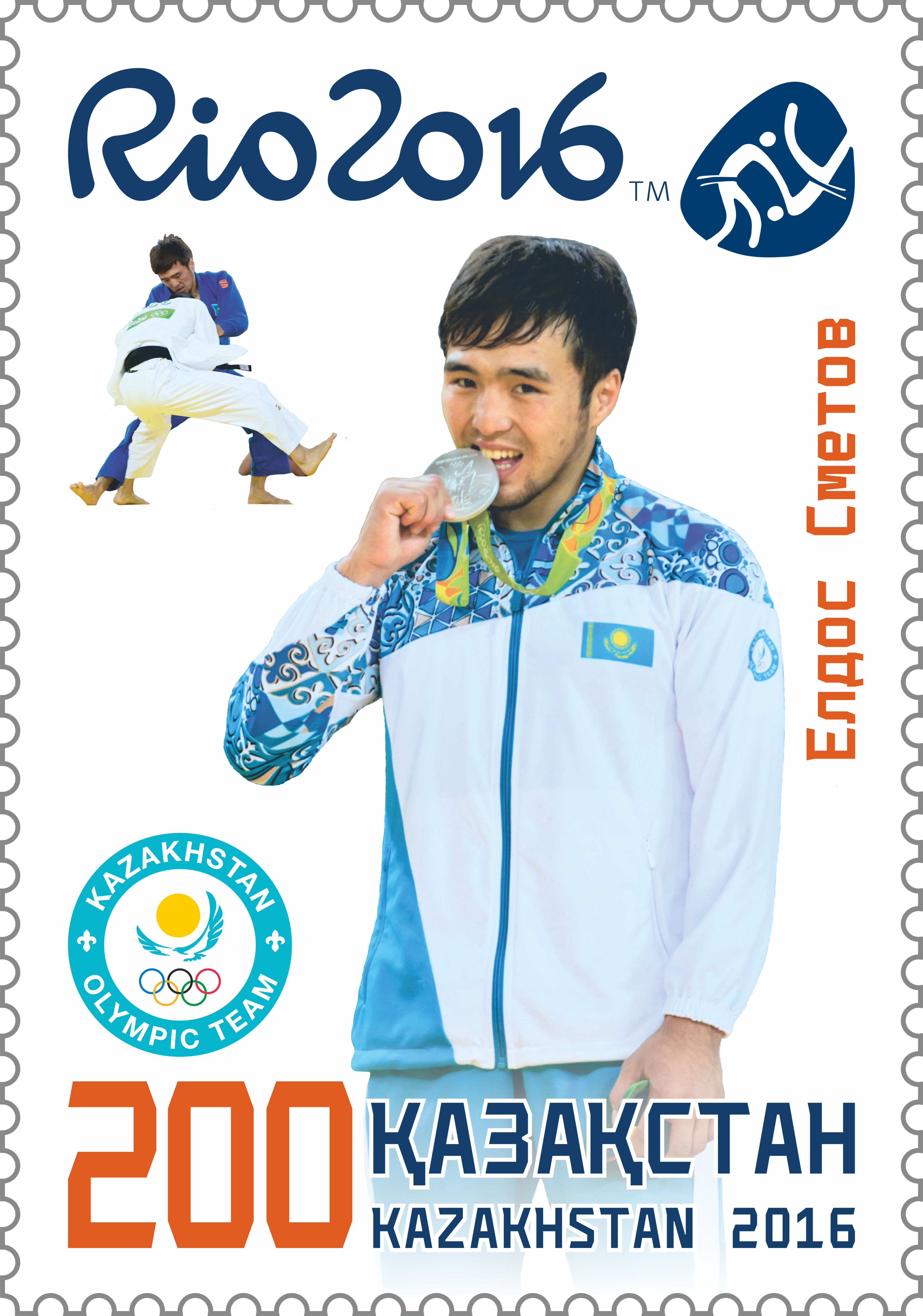
Jeldos Smetow, Silber 2016, auf einer kasachischen Briefmarke von 2016
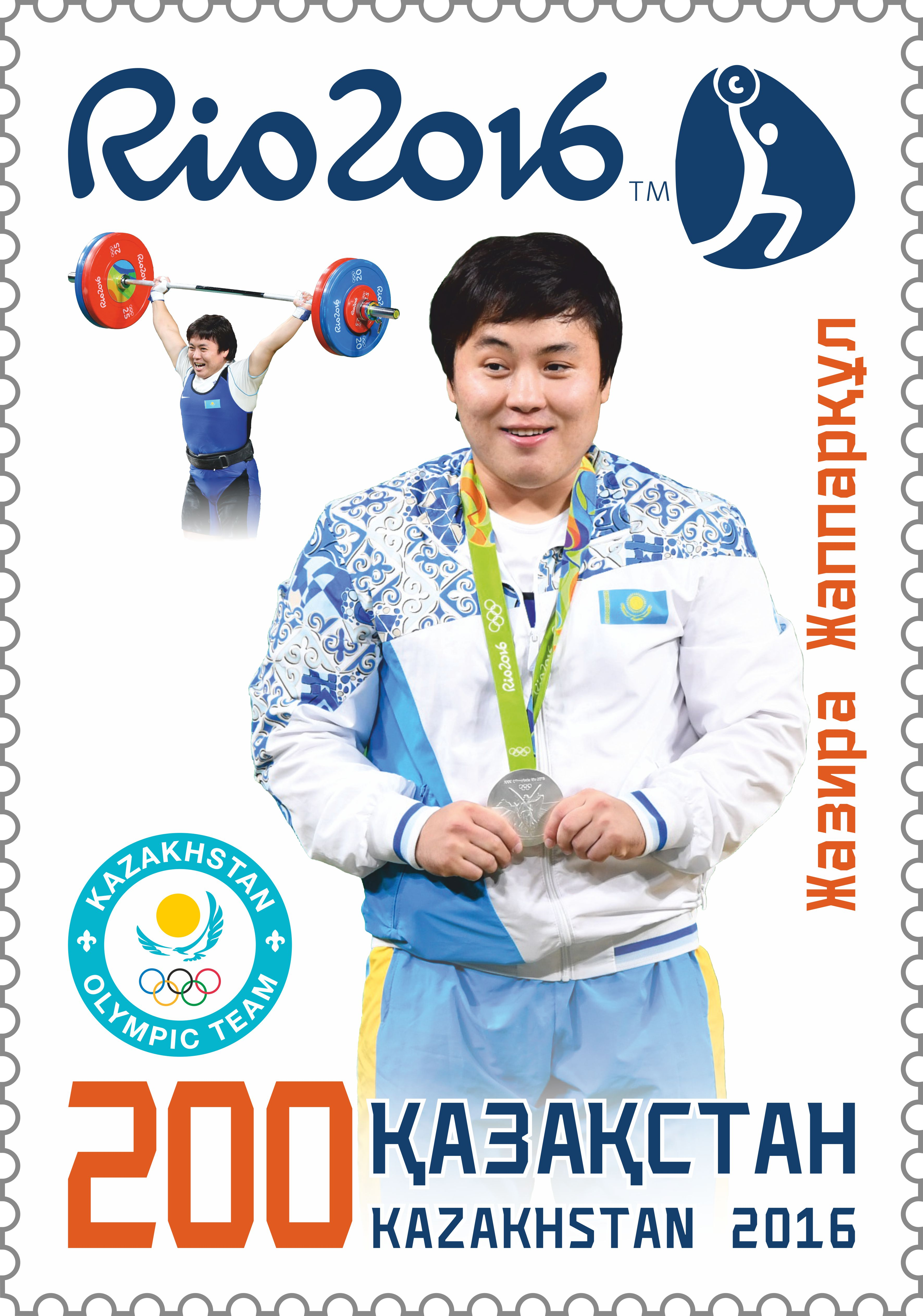
Schasira Schapparkul, Silber 2016, auf einer kasachischen Briefmarke von 2016
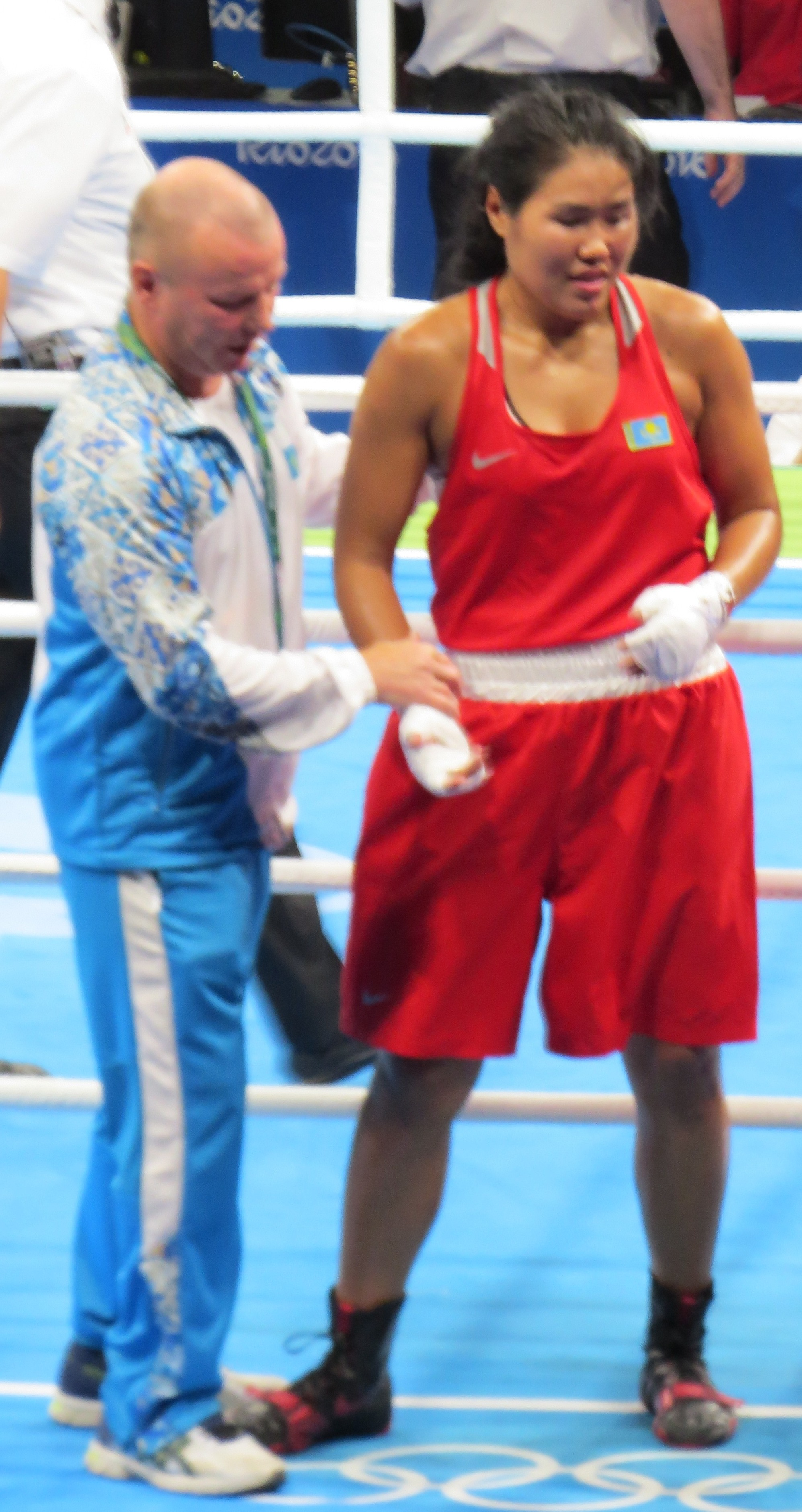
Dariga Schakimowa, Bronze 2016, mit ihrem Trainer

### Winterspiele
Kasachstans erste Olympioniken überhaupt waren Wintersportler, die bei den Winterspielen 1994 in Lillehammer teilnahmen. Am 13. Februar 1994 waren die Eisschnellläufer Radik Biktschentajew, Jewgeni Sanarow und Wadim Sajutin, der alpine Skirennfahrer Andrei Kolotwin sowie die Skilangläuferinnen Oksana Kotowa, Jelena Wolodina und Jelena Tschernetsowa die ersten Olympioniken Kasachstans.

#### Lillehammer 1994

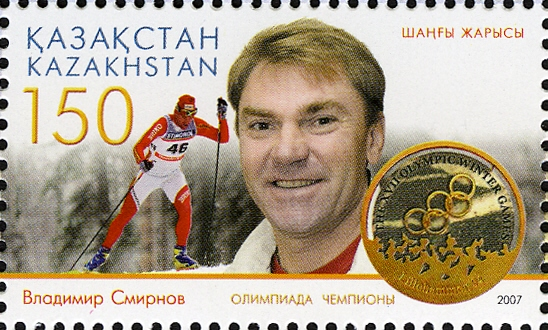
Wladimir Smirnow, Olympiasieger 1994, Silber 1994, auf einer kasachischen Briefmarke von 2007

Bei der ersten Teilnahme an Olympischen Spielen konnten gleich drei Medaillen gewonnen werden. Alle wurden im Skilanglauf durch Wladimir Smirnow gewonnen, der schon 1988 für die Sowjetunion und 1992 für das Vereinte Team der unabhängigen Sowjetrepubliken bei Olympischen Winterspielen teilnahm und Medaillen gewonnen hatte. Smirnow wurde Olympiasieger über 50 Kilometer im klassischen Stil und gewann Silber über 10 Kilometer klassisch und in der Verfolgung. Im Biathlon belegte Inna Scheschkil Platz 4 im Sprint. Im Eisschnelllauf wurde Ljudmila Prokaschowa Vierte über 3000 Meter und Sechste über 5000 Meter. Weitere Athleten traten in den Sportarten Eiskunstlauf, Short Track, Skispringen, Freestyle-Skiing und Ski Alpin an.

#### Nagano 1998
Wladimir Smirnow gewann 1998 eine weitere Bronzemedaille in der Verfolgung. Über 10 Kilometer im klassischen Stil wurde er Vierter, über 50 Kilometer im freien Stil Achter. Eine weitere Bronzemedaille gewann die Eisschnellläuferin Ljudmila Prokaschowa über 5000 Meter. Über 3000 Meter belegte sie Platz 7. 1998 hatte sich erstmals eine kasachische Eishockeymannschaft für das Olympiaturnier qualifiziert. Sie erreichte das Viertelfinale, u. a. nach einem 5:5-Unentschieden in der Vorschlussrunde gegen Österreich, schied dort jedoch mit 1:4 gegen Kanada aus.

#### Salt Lake City 2002
In Salt Lake City blieben Erfolge aus. Die Athleten blieben größtenteils auf den mittleren Plätzen und konnten sich nicht in Szene setzen. Im Eishockey hatte sich eine Frauenmannschaft qualifizieren können. Alle Spiele gingen verloren, in der Platzierungsrunde unterlag man der deutschen Mannschaft mit 0:4.

#### Turin 2006
In Turin gelangen den Skilangläufern einige gute Ergebnisse. So belegte Maxim Odnodworzew im Skiathlon Platz 9. Im Teamsprint erreichten Nikolai Tschebotko und Jewgeni Koschewoi Platz 6. Im Eishockey waren wieder die Männer dabei. In fünf Vorrundenspielen gelang nur ein Sieg, damit schied die Mannschaft aus dem Turnier aus.

#### Vancouver 2010
In Vancouver konnte wieder ein Medaillengewinn gefeiert werden. Im Biathlon gewann Jelena Chrustaljowa die Silbermedaille über 15 Kilometer. Im Sprint erreichte sie zude Platz 5. Im Skilanglauf wurde Alexei Poltoranin Fünfter im Sprint. Die gleiche Platzierung erreichte er im Teamsprint mit seinem Partner Nikolai Tschebotko.

#### Sotschi 2014

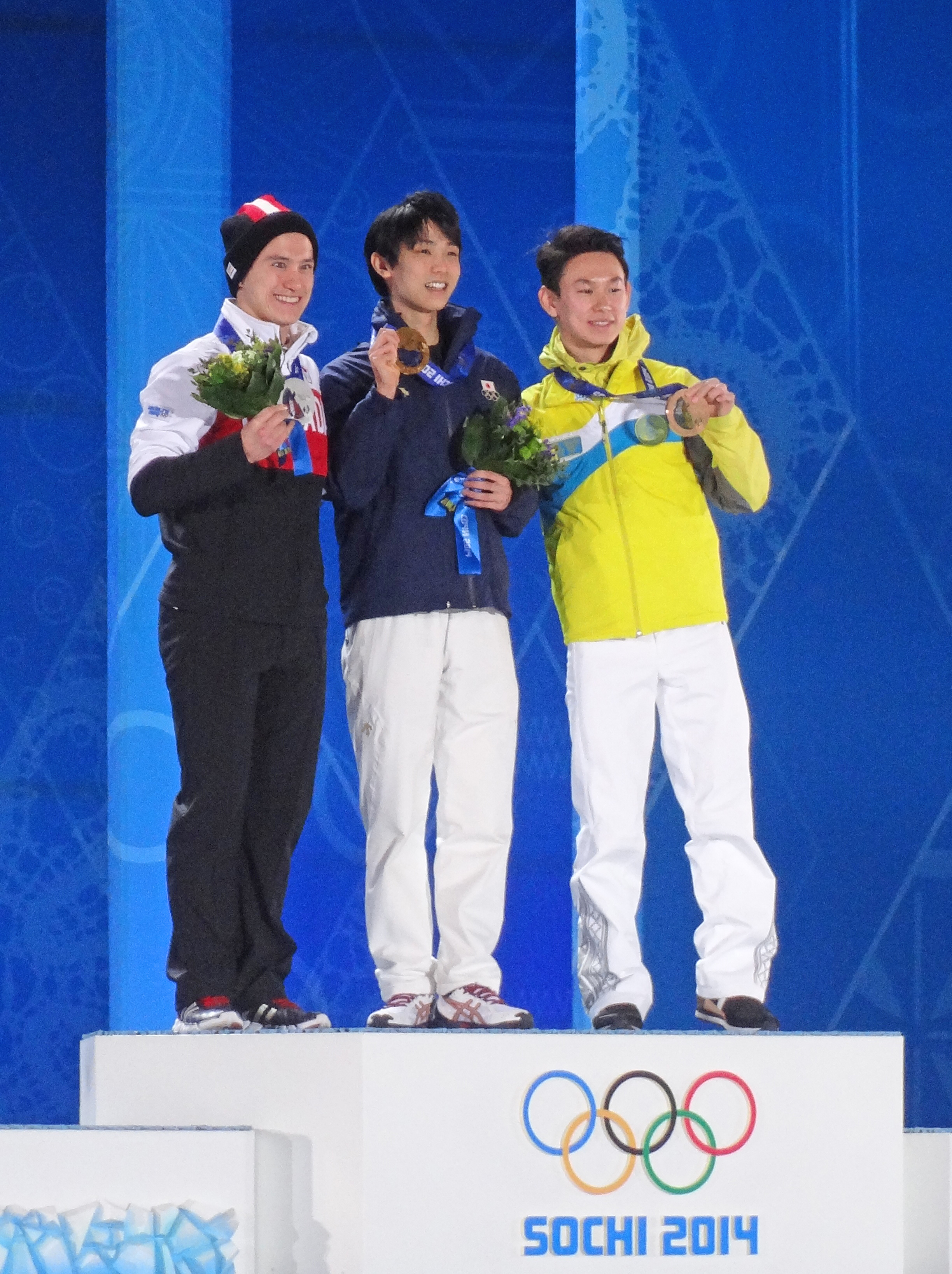
Siegerehrung im Eiskunstlauf 2014: rechts Denis Ten mit Bronze

2014 gewann der Eiskunstläufer Denis Ten die Bronzemedaille im Einzel. Im Skilanglauf wurde Alexei Poltoranin Neunter über 15 Kilometer. Das Duo Poltoranin/Tschebotko wurde im Teamsprint Achter. Der Eisschnellläufer Roman Krech wurde Siebter über 500 Meter. Denis Kusin belegte über 1000 Meter ebenfalls Platz 7 und wurde über 1500 Meter Neunter. Im Short Track erreichte die Männerstaffel Platz 5. Im Freestyle fuhr Dmitri Reicherd auf der Buckelpiste auf Platz 5. Bei den Frauen wurde Julija Galyschewa Siebte. Bei den Aerials belegte Schanbota Aldabergenowa auf Platz 6. In Sotschi waren erstmals kasachische Rodler und Snowboardfahrer am Start.

#### Pyeongchang 2018
Die Buckelpistenfahrer waren 2018 die Athleten, die Topergebnisse liefern konnten. Allen voran fuhr Julija Galyschewa bei den Frauen auf den Bronzerang. Bei den Männern wurde Pawel Kolmakow Siebter und Dmitri Reicherd Achter.

### Jugendspiele

#### Jugend-Sommerspiele
Bei den ersten Jugend-Sommerspielen 2010 in Singapur nahmen 47 jugendliche Athleten, 20 Jungen und 27 Mädchen, teil. Insgesamt wurden sechs Medaillen gewonnen, jeweils zwei Gold-, Silber- und Bronzemedaillen. Jugend-Olympiasieger wurden Schanibek Kandibajew, der im Ringen die Goldmedaille im Halbschwergewicht des griechisch-römischen Stils gewann und die Gewichtheberin Schasira Schapparkul, die im Halbschwergewicht triumphierte. Silber gewann der Taekwondoin Nursultan Mamajew im Federgewicht und die Gewichtheberin Sülfija Tschinschanlo im Mittelgewicht. Bronze ging an den Ringer Akan Baimanganbetow im Fliegengewicht des griechisch-römischen Stils und den Gewichtheber Rustam Sybay im Mittelgewicht. Eine weitere Goldmedaille, die jedoch nicht in der Medaillenbilanz Kasachstans berücksichtigt wird, gewann der Judoka Kairat Agibajew, der mit dem gemischten Team Essen gewann.
Bei den zweiten Jugend-Sommerspielen, die 2014 in Nanjing durchgeführt wurden, nahmen 51 jugendliche Kasachen teil, 25 Jungen und 26 Mädchen. Sie gewannen drei Gold-, eine Silber- und vier Bronzemedaillen. Jugend-Olympiasieger wurden der Boxer Abylaichan Schüssipow im Weltergewicht, der Judoka Baurschan Schauntajew im Fliegengewicht und der Freistilringer Muchambet Kuatbek im Bantamgewicht. Silber gewann der Boxer Wadim Kassakow im Mittelgewicht. Die Bronzemedaillen gingen an das Team der Rhythmischen Sportgymnastik, an den Ringer Jewgeni Poliwadow im Mittelgewicht des griechisch-römischen Stils sowie an die Gewichtheber Schaslan Kalijew im Mittelgewicht und Tatjana Kapustina im Schwergewicht.

#### Jugend-Winterspiele
Bei den Jugend-Winterspielen 2012 in Innsbruck gingen 38 Jugendliche, 12 Jungen und 26 Mädchen, an den Start. Eine Silber- und zwei Bronzemedaillen wurden gewonnen. Die Biathletin Galina Wischnewskaja gewann Silber im Sprint und Bronze in der Verfolgung. Der Skilangläufer Sergei Malischew gewann über 10 Kilometer im klassischen Stil Bronze. Die Eishockeymannschaft der Mädchen traf in der Vorrunde auf die deutsche Mannschaft und unterlag mit 0:2. Nachdem das Halbfinale gegen Schweden mit 0:11 verloren ging, unterlagen sie im Spiel um Bronze wieder der deutschen Mannschaft, diesmal mit 4:7.
2016 in Lillehammer nahmen 20 Jugendliche, 11 Jungen und neun Mädchen, teil. Sie brachten zwei Bronzemedaillen nach Hause. Diese wurden durch die Biathletin Arina Pantowa im Sprint und die Eiskunstläuferin Elisabet Tursynbajewa im Einzel gewonnen. Zwei weitere Bronzemedaillen, die nicht in der kasachischen Medaillenbilanz berücksichtigt werden, waren eine Silbermedaille durch den Eisschnellläufer Anwar Muchamadejew mit der gemischten Mannschaft Team 9 und eine Bronzemedaille durch die Shorttrackerin Anita Nagaj mit der gemischten Staffel Team F.

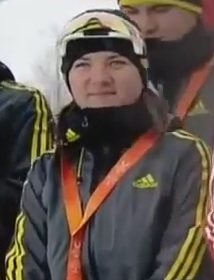
Galina Wischnewskaja, Silber und Bronze 2012
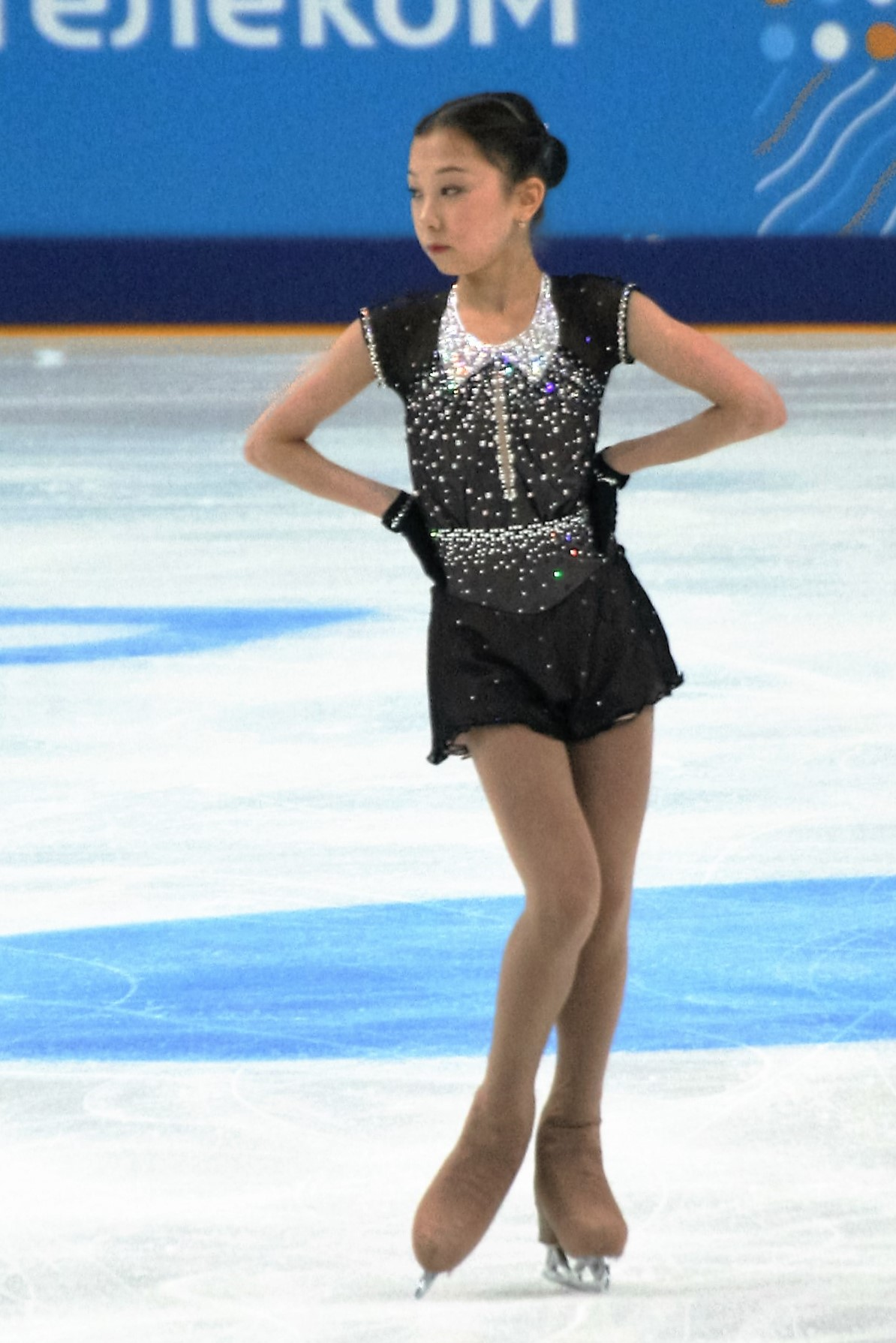
Elisabet Tursynbajewa, Bronze 2016

## Übersicht der Teilnehmer

### Sommerspiele
| Jahr      | Athleten                                                        | Athleten                                                        | Athleten                                                        | Flaggenträger                                                   | Sportarten                                                      | Sportarten                                                      | Sportarten                                                      | Sportarten                                                      | Sportarten                                                      | Sportarten                                                      | Sportarten                                                      | Sportarten                                                      | Sportarten                                                      | Sportarten                                                      | Sportarten                                                      | Sportarten                                                      | Sportarten                                                      | Sportarten                                                      | Sportarten                                                      | Sportarten                                                      | Sportarten                                                      | Sportarten                                                      | Sportarten                                                      | Sportarten                                                      | Sportarten                                                      | Sportarten                                                      | Medaillen                                                       | Medaillen                                                       | Medaillen                                                       | Medaillen                                                       | Medaillen                                                       |
| Jahr      | Gesamt                                                          | m                                                               | w                                                               | Flaggenträger                                                   | Leichtathletik                                                  | Ringen                                                          | Gewichtheben                                                    | Boxen                                                           | Moderner Fünfkampf                                              | Schießen                                                        | Radsport                                                        | Schwimmen                                                       | Wasserspringen                                                  | Kanusport                                                       | Fechten                                                         | Bogenschießen                                                   | Judo                                                            | Turnen                                                          | Rudern                                                          | Wasserball                                                      | Triathlon                                                       | Taekwondo                                                       | Handball                                                        | Volleyball                                                      | Tischtennis                                                     | Tennis                                                          |                                                                 |                                                                 |                                                                 | Gesamt                                                          | Rang                                                            |
| --------- | --------------------------------------------------------------- | --------------------------------------------------------------- | --------------------------------------------------------------- | --------------------------------------------------------------- | --------------------------------------------------------------- | --------------------------------------------------------------- | --------------------------------------------------------------- | --------------------------------------------------------------- | --------------------------------------------------------------- | --------------------------------------------------------------- | --------------------------------------------------------------- | --------------------------------------------------------------- | --------------------------------------------------------------- | --------------------------------------------------------------- | --------------------------------------------------------------- | --------------------------------------------------------------- | --------------------------------------------------------------- | --------------------------------------------------------------- | --------------------------------------------------------------- | --------------------------------------------------------------- | --------------------------------------------------------------- | --------------------------------------------------------------- | --------------------------------------------------------------- | --------------------------------------------------------------- | --------------------------------------------------------------- | --------------------------------------------------------------- | --------------------------------------------------------------- | --------------------------------------------------------------- | --------------------------------------------------------------- | --------------------------------------------------------------- | --------------------------------------------------------------- |
| 1896–1948 | nicht teilgenommen                                              | nicht teilgenommen                                              | nicht teilgenommen                                              | nicht teilgenommen                                              | nicht teilgenommen                                              | nicht teilgenommen                                              | nicht teilgenommen                                              | nicht teilgenommen                                              | nicht teilgenommen                                              | nicht teilgenommen                                              | nicht teilgenommen                                              | nicht teilgenommen                                              | nicht teilgenommen                                              | nicht teilgenommen                                              | nicht teilgenommen                                              | nicht teilgenommen                                              | nicht teilgenommen                                              | nicht teilgenommen                                              | nicht teilgenommen                                              | nicht teilgenommen                                              | nicht teilgenommen                                              | nicht teilgenommen                                              | nicht teilgenommen                                              | nicht teilgenommen                                              | nicht teilgenommen                                              | nicht teilgenommen                                              | nicht teilgenommen                                              | nicht teilgenommen                                              | nicht teilgenommen                                              | nicht teilgenommen                                              | nicht teilgenommen                                              |
| 1952–1988 | Teilnahme in den Olympiamannschaften der ehemaligen Sowjetunion | Teilnahme in den Olympiamannschaften der ehemaligen Sowjetunion | Teilnahme in den Olympiamannschaften der ehemaligen Sowjetunion | Teilnahme in den Olympiamannschaften der ehemaligen Sowjetunion | Teilnahme in den Olympiamannschaften der ehemaligen Sowjetunion | Teilnahme in den Olympiamannschaften der ehemaligen Sowjetunion | Teilnahme in den Olympiamannschaften der ehemaligen Sowjetunion | Teilnahme in den Olympiamannschaften der ehemaligen Sowjetunion | Teilnahme in den Olympiamannschaften der ehemaligen Sowjetunion | Teilnahme in den Olympiamannschaften der ehemaligen Sowjetunion | Teilnahme in den Olympiamannschaften der ehemaligen Sowjetunion | Teilnahme in den Olympiamannschaften der ehemaligen Sowjetunion | Teilnahme in den Olympiamannschaften der ehemaligen Sowjetunion | Teilnahme in den Olympiamannschaften der ehemaligen Sowjetunion | Teilnahme in den Olympiamannschaften der ehemaligen Sowjetunion | Teilnahme in den Olympiamannschaften der ehemaligen Sowjetunion | Teilnahme in den Olympiamannschaften der ehemaligen Sowjetunion | Teilnahme in den Olympiamannschaften der ehemaligen Sowjetunion | Teilnahme in den Olympiamannschaften der ehemaligen Sowjetunion | Teilnahme in den Olympiamannschaften der ehemaligen Sowjetunion | Teilnahme in den Olympiamannschaften der ehemaligen Sowjetunion | Teilnahme in den Olympiamannschaften der ehemaligen Sowjetunion | Teilnahme in den Olympiamannschaften der ehemaligen Sowjetunion | Teilnahme in den Olympiamannschaften der ehemaligen Sowjetunion | Teilnahme in den Olympiamannschaften der ehemaligen Sowjetunion | Teilnahme in den Olympiamannschaften der ehemaligen Sowjetunion | Teilnahme in den Olympiamannschaften der ehemaligen Sowjetunion | Teilnahme in den Olympiamannschaften der ehemaligen Sowjetunion | Teilnahme in den Olympiamannschaften der ehemaligen Sowjetunion | Teilnahme in den Olympiamannschaften der ehemaligen Sowjetunion | Teilnahme in den Olympiamannschaften der ehemaligen Sowjetunion |
| 1992      | Teilnahme in der Olympiamannschaft des Vereinten Teams          | Teilnahme in der Olympiamannschaft des Vereinten Teams          | Teilnahme in der Olympiamannschaft des Vereinten Teams          | Teilnahme in der Olympiamannschaft des Vereinten Teams          | Teilnahme in der Olympiamannschaft des Vereinten Teams          | Teilnahme in der Olympiamannschaft des Vereinten Teams          | Teilnahme in der Olympiamannschaft des Vereinten Teams          | Teilnahme in der Olympiamannschaft des Vereinten Teams          | Teilnahme in der Olympiamannschaft des Vereinten Teams          | Teilnahme in der Olympiamannschaft des Vereinten Teams          | Teilnahme in der Olympiamannschaft des Vereinten Teams          | Teilnahme in der Olympiamannschaft des Vereinten Teams          | Teilnahme in der Olympiamannschaft des Vereinten Teams          | Teilnahme in der Olympiamannschaft des Vereinten Teams          | Teilnahme in der Olympiamannschaft des Vereinten Teams          | Teilnahme in der Olympiamannschaft des Vereinten Teams          | Teilnahme in der Olympiamannschaft des Vereinten Teams          | Teilnahme in der Olympiamannschaft des Vereinten Teams          | Teilnahme in der Olympiamannschaft des Vereinten Teams          | Teilnahme in der Olympiamannschaft des Vereinten Teams          | Teilnahme in der Olympiamannschaft des Vereinten Teams          | Teilnahme in der Olympiamannschaft des Vereinten Teams          | Teilnahme in der Olympiamannschaft des Vereinten Teams          | Teilnahme in der Olympiamannschaft des Vereinten Teams          | Teilnahme in der Olympiamannschaft des Vereinten Teams          | Teilnahme in der Olympiamannschaft des Vereinten Teams          | Teilnahme in der Olympiamannschaft des Vereinten Teams          | Teilnahme in der Olympiamannschaft des Vereinten Teams          | Teilnahme in der Olympiamannschaft des Vereinten Teams          | Teilnahme in der Olympiamannschaft des Vereinten Teams          | Teilnahme in der Olympiamannschaft des Vereinten Teams          |
| 1996      | 96                                                              | 72                                                              | 24                                                              | Jermachan Ybrajymow                                             | 18                                                              | 11                                                              | 7                                                               | 8                                                               | 2                                                               | 5                                                               | 7                                                               | 7                                                               | 5                                                               | 8                                                               | 1                                                               | 6                                                               | 8                                                               | 3                                                               |                                                                 |                                                                 |                                                                 |                                                                 |                                                                 |                                                                 |                                                                 |                                                                 | 3                                                               | 4                                                               | 4                                                               | 11                                                              | 24                                                              |
| 2000      | 130                                                             | 86                                                              | 44                                                              | Jermachan Ybrajymow                                             | 25                                                              | 11                                                              | 6                                                               | 7                                                               |                                                                 | 6                                                               | 7                                                               | 10                                                              | 6                                                               | 4                                                               | 5                                                               | 4                                                               | 8                                                               | 2                                                               | 1                                                               | 26                                                              | 4                                                               |                                                                 |                                                                 |                                                                 |                                                                 |                                                                 | 3                                                               | 4                                                               |                                                                 | 7                                                               | 22                                                              |
| 2004      | 114                                                             | 73                                                              | 41                                                              | Asqat Schitkejew                                                | 21                                                              | 12                                                              | 3                                                               | 8                                                               | 2                                                               | 4                                                               | 8                                                               | 13                                                              |                                                                 | 3                                                               |                                                                 | 3                                                               | 8                                                               | 2                                                               |                                                                 | 23                                                              | 3                                                               | 1                                                               |                                                                 |                                                                 |                                                                 |                                                                 | 1                                                               | 4                                                               | 3                                                               | 8                                                               | 40                                                              |
| 2008      | 130                                                             | 60                                                              | 70                                                              | Baqyt Achmetow                                                  | 19                                                              | 16                                                              | 8                                                               | 10                                                              | 2                                                               | 6                                                               | 3                                                               | 14                                                              |                                                                 | 7                                                               |                                                                 | 1                                                               | 10                                                              | 1                                                               | 3                                                               |                                                                 | 1                                                               | 2                                                               | 10                                                              | 12                                                              | 1                                                               |                                                                 | 2                                                               | 2                                                               | 4                                                               | 8                                                               | 37                                                              |
| 2012      | 113                                                             | 73                                                              | 40                                                              | Nurmachan Tinälijew                                             | 24                                                              | 15                                                              | 8                                                               | 11                                                              | 2                                                               | 3                                                               | 2                                                               | 6                                                               |                                                                 | 5                                                               | 3                                                               | 2                                                               | 9                                                               | 3                                                               | 2                                                               | 12                                                              |                                                                 | 3                                                               |                                                                 |                                                                 |                                                                 | 3                                                               | 3                                                               | 1                                                               | 6                                                               | 10                                                              | 24                                                              |
| 2016      | 101                                                             | 55                                                              | 46                                                              | Ruslan Schaparow                                                | 23                                                              | 12                                                              | 8                                                               | 12                                                              | 2                                                               | 5                                                               | 3                                                               | 5                                                               |                                                                 | 12                                                              | 1                                                               | 2                                                               | 6                                                               | 2                                                               | 2                                                               |                                                                 |                                                                 | 3                                                               |                                                                 |                                                                 | 1                                                               | 2                                                               | 3                                                               | 5                                                               | 10                                                              | 18                                                              | 22                                                              |
| Gesamt    | Gesamt                                                          | Gesamt                                                          | Gesamt                                                          | Gesamt                                                          | Gesamt                                                          | Gesamt                                                          | Gesamt                                                          | Gesamt                                                          | Gesamt                                                          | Gesamt                                                          | Gesamt                                                          | Gesamt                                                          | Gesamt                                                          | Gesamt                                                          | Gesamt                                                          | Gesamt                                                          | Gesamt                                                          | Gesamt                                                          | Gesamt                                                          | Gesamt                                                          | Gesamt                                                          | Gesamt                                                          | Gesamt                                                          | Gesamt                                                          | Gesamt                                                          | Gesamt                                                          | 15                                                              | 20                                                              | 27                                                              | 62                                                              | 43                                                              |

### Winterspiele
| Jahr      | Athleten                                                        | Athleten                                                        | Athleten                                                        | Flaggenträger                                                   | Sportarten                                                      | Sportarten                                                      | Sportarten                                                      | Sportarten                                                      | Sportarten                                                      | Sportarten                                                      | Sportarten                                                      | Sportarten                                                      | Sportarten                                                      | Sportarten                                                      | Sportarten                                                      | Medaillen                                                       | Medaillen                                                       | Medaillen                                                       | Medaillen                                                       | Medaillen                                                       |
| Jahr      | Gesamt                                                          | m                                                               | w                                                               | Flaggenträger                                                   | Skilanglauf                                                     | Biathlon                                                        | Eisschnelllauf                                                  | Eiskunstlauf                                                    | Short Track                                                     | Skispringen                                                     | Freestyle Ski                                                   | Ski Alpin                                                       | Eishockey                                                       | Rodeln                                                          | Snowboard                                                       |                                                                 |                                                                 |                                                                 | Gesamt                                                          | Rang                                                            |
| --------- | --------------------------------------------------------------- | --------------------------------------------------------------- | --------------------------------------------------------------- | --------------------------------------------------------------- | --------------------------------------------------------------- | --------------------------------------------------------------- | --------------------------------------------------------------- | --------------------------------------------------------------- | --------------------------------------------------------------- | --------------------------------------------------------------- | --------------------------------------------------------------- | --------------------------------------------------------------- | --------------------------------------------------------------- | --------------------------------------------------------------- | --------------------------------------------------------------- | --------------------------------------------------------------- | --------------------------------------------------------------- | --------------------------------------------------------------- | --------------------------------------------------------------- | --------------------------------------------------------------- |
| 1924–1948 | nicht teilgenommen                                              | nicht teilgenommen                                              | nicht teilgenommen                                              | nicht teilgenommen                                              | nicht teilgenommen                                              | nicht teilgenommen                                              | nicht teilgenommen                                              | nicht teilgenommen                                              | nicht teilgenommen                                              | nicht teilgenommen                                              | nicht teilgenommen                                              | nicht teilgenommen                                              | nicht teilgenommen                                              | nicht teilgenommen                                              | nicht teilgenommen                                              | nicht teilgenommen                                              | nicht teilgenommen                                              | nicht teilgenommen                                              | nicht teilgenommen                                              | nicht teilgenommen                                              |
| 1952–1988 | Teilnahme in den Olympiamannschaften der ehemaligen Sowjetunion | Teilnahme in den Olympiamannschaften der ehemaligen Sowjetunion | Teilnahme in den Olympiamannschaften der ehemaligen Sowjetunion | Teilnahme in den Olympiamannschaften der ehemaligen Sowjetunion | Teilnahme in den Olympiamannschaften der ehemaligen Sowjetunion | Teilnahme in den Olympiamannschaften der ehemaligen Sowjetunion | Teilnahme in den Olympiamannschaften der ehemaligen Sowjetunion | Teilnahme in den Olympiamannschaften der ehemaligen Sowjetunion | Teilnahme in den Olympiamannschaften der ehemaligen Sowjetunion | Teilnahme in den Olympiamannschaften der ehemaligen Sowjetunion | Teilnahme in den Olympiamannschaften der ehemaligen Sowjetunion | Teilnahme in den Olympiamannschaften der ehemaligen Sowjetunion | Teilnahme in den Olympiamannschaften der ehemaligen Sowjetunion | Teilnahme in den Olympiamannschaften der ehemaligen Sowjetunion | Teilnahme in den Olympiamannschaften der ehemaligen Sowjetunion | Teilnahme in den Olympiamannschaften der ehemaligen Sowjetunion | Teilnahme in den Olympiamannschaften der ehemaligen Sowjetunion | Teilnahme in den Olympiamannschaften der ehemaligen Sowjetunion | Teilnahme in den Olympiamannschaften der ehemaligen Sowjetunion | Teilnahme in den Olympiamannschaften der ehemaligen Sowjetunion |
| 1992      | Teilnahme in der Olympiamannschaft des Vereinten Teams          | Teilnahme in der Olympiamannschaft des Vereinten Teams          | Teilnahme in der Olympiamannschaft des Vereinten Teams          | Teilnahme in der Olympiamannschaft des Vereinten Teams          | Teilnahme in der Olympiamannschaft des Vereinten Teams          | Teilnahme in der Olympiamannschaft des Vereinten Teams          | Teilnahme in der Olympiamannschaft des Vereinten Teams          | Teilnahme in der Olympiamannschaft des Vereinten Teams          | Teilnahme in der Olympiamannschaft des Vereinten Teams          | Teilnahme in der Olympiamannschaft des Vereinten Teams          | Teilnahme in der Olympiamannschaft des Vereinten Teams          | Teilnahme in der Olympiamannschaft des Vereinten Teams          | Teilnahme in der Olympiamannschaft des Vereinten Teams          | Teilnahme in der Olympiamannschaft des Vereinten Teams          | Teilnahme in der Olympiamannschaft des Vereinten Teams          | Teilnahme in der Olympiamannschaft des Vereinten Teams          | Teilnahme in der Olympiamannschaft des Vereinten Teams          | Teilnahme in der Olympiamannschaft des Vereinten Teams          | Teilnahme in der Olympiamannschaft des Vereinten Teams          | Teilnahme in der Olympiamannschaft des Vereinten Teams          |
| 1994      | 29                                                              | 19                                                              | 10                                                              | Kairat Bikenow                                                  | 10                                                              | 2                                                               | 8                                                               | 2                                                               | 1                                                               | 3                                                               | 1                                                               | 2                                                               |                                                                 |                                                                 |                                                                 | 1                                                               | 2                                                               |                                                                 | 3                                                               | 12                                                              |
| 1998      | 60                                                              | 45                                                              | 15                                                              | Wladimir Smirnow                                                | 10                                                              | 8                                                               | 7                                                               | 5                                                               |                                                                 | 4                                                               | 2                                                               | 2                                                               | 22                                                              |                                                                 |                                                                 |                                                                 |                                                                 | 2                                                               | 2                                                               | 20                                                              |
| 2002      | 50                                                              | 20                                                              | 30                                                              | Radik Bikschentajew                                             | 14                                                              | 2                                                               | 8                                                               |                                                                 |                                                                 | 4                                                               | 1                                                               | 2                                                               | 19                                                              |                                                                 |                                                                 |                                                                 |                                                                 |                                                                 |                                                                 |                                                                 |
| 2006      | 55                                                              | 43                                                              | 12                                                              | Alexander Koreschkow                                            | 17                                                              | 2                                                               | 4                                                               |                                                                 |                                                                 | 4                                                               | 3                                                               | 2                                                               | 23                                                              |                                                                 |                                                                 |                                                                 |                                                                 |                                                                 |                                                                 |                                                                 |
| 2010      | 37                                                              | 21                                                              | 16                                                              | Dias Keneschow                                                  | 11                                                              | 9                                                               | 4                                                               | 2                                                               | 1                                                               | 2                                                               | 6                                                               | 2                                                               |                                                                 |                                                                 |                                                                 |                                                                 | 1                                                               |                                                                 | 1                                                               | 25                                                              |
| 2014      | 50                                                              | 34                                                              | 16                                                              | Jerdos Achmadijew                                               | 11                                                              | 10                                                              | 6                                                               | 2                                                               | 5                                                               | 2                                                               | 9                                                               | 3                                                               |                                                                 | 1                                                               | 1                                                               |                                                                 |                                                                 | 1                                                               | 1                                                               | 26                                                              |
| 2018      | 46                                                              | 26                                                              | 20                                                              | Absal Äschghalijew                                              | 7                                                               | 10                                                              | 6                                                               | 3                                                               | 6                                                               | 1                                                               | 9                                                               | 2                                                               |                                                                 | 1                                                               |                                                                 |                                                                 |                                                                 | 1                                                               | 1                                                               | 27                                                              |
| 2022      | 34                                                              | 17                                                              | 17                                                              | Jekaterina Aidowa Absal Äschghalijew                            | 7                                                               | 3                                                               | 5                                                               | 3                                                               | 5                                                               | 2                                                               | 9                                                               | 2                                                               |                                                                 | 1                                                               |                                                                 |                                                                 |                                                                 |                                                                 |                                                                 |                                                                 |
| Gesamt    | Gesamt                                                          | Gesamt                                                          | Gesamt                                                          | Gesamt                                                          | Gesamt                                                          | Gesamt                                                          | Gesamt                                                          | Gesamt                                                          | Gesamt                                                          | Gesamt                                                          | Gesamt                                                          | Gesamt                                                          | Gesamt                                                          | Gesamt                                                          | Gesamt                                                          | 1                                                               | 3                                                               | 4                                                               | 8                                                               | 27                                                              |

## Liste der Medaillengewinner

### Sommerspiele

#### Goldmedaillen
| Name                | Spiele              | Sportart           | Disziplin                         | Anmerkung                                                |
| ------------------- | ------------------- | ------------------ | --------------------------------- | -------------------------------------------------------- |
| Juri Melnitschenko  | 1996 Atlanta        | Ringen             | Bantamgewicht, griechisch-römisch | erster Medaillengewinn und Olympiasieg bei Sommerspielen |
| Wassili Schirow     | 1996 Atlanta        | Boxen              | Halbschwergewicht                 |                                                          |
| Alexander Parygin   | 1996 Atlanta        | Moderner Fünfkampf | Einzel                            |                                                          |
| Beksat Sattarchanow | 2000 Sydney         | Boxen              | Federgewicht                      |                                                          |
| Jermachan Ybrajymow | 2000 Sydney         | Boxen              | Halbmittelgewicht                 |                                                          |
| Olga Schischigina   | 2000 Sydney         | Leichtathletik     | 100 Meter Hürden                  |                                                          |
| Baqtijar Artajew    | 2004 Athen          | Boxen              | Weltergewicht                     |                                                          |
| Alla Waschenina     | 2008 Peking         | Gewichtheben       | Schwergewicht                     |                                                          |
| Baqyt Särsekbajew   | 2008 Peking         | Boxen              | Weltergewicht                     |                                                          |
| Serik Säpijew       | 2012 London         | Boxen              | Weltergewicht                     |                                                          |
| Alexander Winokurow | 2012 London         | Radsport           | Straßenrennen                     |                                                          |
| Olga Rypakowa       | 2012 London         | Leichtathletik     | Dreisprung                        |                                                          |
| Nischat Rachimow    | 2016 Rio de Janeiro | Gewichtheben       | Mittelgewicht                     |                                                          |
| Danijar Jeleussinow | 2016 Rio de Janeiro | Boxen              | Weltergewicht                     |                                                          |
| Dmitri Balandin     | 2016 Rio de Janeiro | Schwimmen          | 200 Meter Brust                   |                                                          |

#### Silbermedaillen
| Name                   | Spiele              | Sportart     | Disziplin                             | Anmerkung |
| ---------------------- | ------------------- | ------------ | ------------------------------------- | --------- |
| Sergei Beljajew        | 1996 Atlanta        | Schießen     | Kleinkalibergewehr Dreistellungskampf |           |
| Sergei Beljajew        | 1996 Atlanta        | Schießen     | Kleinkalibergewehr liegend            |           |
| Anatoli Chrapaty       | 1996 Atlanta        | Gewichtheben | 1. Schwergewicht                      |           |
| Bulat Schumadilow      | 1996 Atlanta        | Boxen        | Fliegengewicht                        |           |
| Bulat Schumadilow      | 2000 Sydney         | Boxen        | Fliegengewicht                        |           |
| Muchtarchan Dildäbekow | 2000 Sydney         | Boxen        | Superschwergewicht                    |           |
| Islam Bairamukow       | 2000 Sydney         | Ringen       | Schwergewicht Freistil                |           |
| Alexander Winokurow    | 2000 Sydney         | Radsport     | Straßenrennen                         |           |
| Gennadi Golowkin       | 2004 Athen          | Boxen        | Mittelgewicht                         |           |
| Georgi Tsurtsumia      | 2004 Athen          | Ringen       | Superschwergewicht griechisch-römisch |           |
| Gennadi Lalijew        | 2004 Athen          | Ringen       | Mittelgewicht Freistil                |           |
| Sergei Filimonow       | 2004 Athen          | Gewichtheben | Mittelgewicht                         |           |
| Nurbakyt Tengisbajew   | 2008 Peking         | Ringen       | Leichtgewicht griechisch-römisch      |           |
| Asqat Schitkejew       | 2008 Peking         | Judo         | Halbschwergewicht                     |           |
| Ädilbek Nijasymbetow   | 2012 London         | Boxen        | Halbschwergewicht                     |           |
| Ädilbek Nijasymbetow   | 2016 Rio de Janeiro | Boxen        | Halbschwergewicht                     |           |
| Wassili Lewit          | 2016 Rio de Janeiro | Boxen        | Schwergewicht                         |           |
| Jeldos Smetow          | 2016 Rio de Janeiro | Judo         | Extraleichtgewicht                    |           |
| Güsel Manjurowa        | 2016 Rio de Janeiro | Ringen       | Schwergewicht Freistil                |           |
| Schasira Schapparkul   | 2016 Rio de Janeiro | Gewichtheben | Halbschwergewicht                     |           |

#### Bronzemedaillen
| Name                      | Spiele              | Sportart       | Disziplin                            | Anmerkung |
| ------------------------- | ------------------- | -------------- | ------------------------------------ | --------- |
| Mäulen Mamyrow            | 1996 Atlanta        | Ringen         | Fliegengewicht Freistil              |           |
| Bolat Nijasymbetow        | 1996 Atlanta        | Boxen          | Halbweltergewicht                    |           |
| Wladimir Wochmjanin       | 1996 Atlanta        | Schießen       | Schnellfeuerpistole                  |           |
| Jermachan Ybrajymow       | 1996 Atlanta        | Boxen          | Halbmittelgewicht                    |           |
| Dmitri Karpow             | 2004 Athen          | Leichtathletik | Zehnkampf                            |           |
| Serik Jeleuow             | 2004 Athen          | Boxen          | Leichtgewicht                        |           |
| Mchitar Manukjan          | 2004 Athen          | Ringen         | Weltergewicht griechisch-römisch     |           |
| Jerkebulan Schynalijew    | 2008 Peking         | Boxen          | Halbschwergewicht                    |           |
| Marid Mutalimow           | 2008 Peking         | Ringen         | Superschwergewicht Freistil          |           |
| Arman Tschilmanow         | 2008 Peking         | Taekwondo      | Schwergewicht                        |           |
| Jelena Schalygina         | 2008 Peking         | Ringen         | Mittelgewicht Freistil               |           |
| Danijal Gadschijew        | 2012 London         | Ringen         | Halbschwergewicht griechisch-römisch |           |
| Aqschürek Tangatarow      | 2012 London         | Ringen         | Weltergewicht Freistil               |           |
| Iwan Dytschko             | 2012 London         | Boxen          | Superschwergewicht                   |           |
| Gysel Manjurowa           | 2012 London         | Ringen         | Schwergewicht Freistil               |           |
| Marina Wolnowa            | 2012 London         | Boxen          | Mittelgewicht                        |           |
| Farchad Charki            | 2016 Rio de Janeiro | Gewichtheben   | Federgewicht                         |           |
| Denis Ulanow              | 2016 Rio de Janeiro | Gewichtheben   | Halbschwergewicht                    |           |
| Alexander Saitschikow     | 2016 Rio de Janeiro | Gewichtheben   | Schwergewicht                        |           |
| Iwan Dytschko             | 2016 Rio de Janeiro | Boxen          | Superschwergewicht                   |           |
| Jekaterina Larionowa      | 2016 Rio de Janeiro | Ringen         | Mittelgewicht Freistil               |           |
| Elmira Sysdykowa          | 2016 Rio de Janeiro | Ringen         | Halbschwergewicht Freistil           |           |
| Karina Goritschewa        | 2016 Rio de Janeiro | Gewichtheben   | Mittelgewicht                        |           |
| Dariga Schakimowa         | 2016 Rio de Janeiro | Boxen          | Mittelgewicht                        |           |
| Galbadrachyn Otgontsetseg | 2016 Rio de Janeiro | Judo           | Extraleichtgewicht                   |           |
| Olga Rypakowa             | 2016 Rio de Janeiro | Leichtathletik | Dreisprung                           |           |

### Winterspiele

#### Goldmedaillen
| Name             | Spiele           | Sportart     | Disziplin              | Anmerkung                                                        |
| ---------------- | ---------------- | ------------ | ---------------------- | ---------------------------------------------------------------- |
| Wladimir Smirnow | 1994 Lillehammer | Ski Nordisch | 50 Kilometer klassisch | erster Olympiasieg Kasachstans bei Olympischen Spielen überhaupt |

#### Silbermedaillen
| Name                | Spiele           | Sportart     | Disziplin              | Anmerkung                                                            |
| ------------------- | ---------------- | ------------ | ---------------------- | -------------------------------------------------------------------- |
| Wladimir Smirnow    | 1994 Lillehammer | Ski Nordisch | 10 Kilometer klassisch | erster Medaillengewinn Kasachstans bei Olympischen Spielen überhaupt |
| Wladimir Smirnow    | 1994 Lillehammer | Ski Nordisch | Verfolgung             |                                                                      |
| Jelena Chrustaljowa | 2010 Vancouver   | Biathlon     | 15 Kilometer           |                                                                      |

#### Bronzemedaillen
| Name                 | Spiele           | Sportart       | Disziplin   | Anmerkung |
| -------------------- | ---------------- | -------------- | ----------- | --------- |
| Wladimir Smirnow     | 1998 Nagano      | Ski Nordisch   | Verfolgung  |           |
| Ljudmila Prokaschowa | 1998 Nagano      | Eisschnelllauf | 5000 Meter  |           |
| Denis Ten            | 2014 Sotschi     | Eiskunstlauf   | Einzel      |           |
| Julija Galyschewa    | 2018 Pyeongchang | Freestyle      | Buckelpiste |           |

## Medaillen nach Sportart

### Sommerspiele
| Sportart           | Gold | Silber | Bronze | Gesamt |
| Boxen              | 7    | 7      | 8      | 22     |
| Leichtathletik     | 2    | 0      | 2      | 4      |
| Gewichtheben       | 2    | 3      | 5      | 10     |
| Ringen             | 1    | 5      | 9      | 15     |
| Radsport           | 1    | 1      | 0      | 2      |
| Moderner Fünfkampf | 1    | 0      | 0      | 1      |
| Schwimmen          | 1    | 0      | 0      | 1      |
| Judo               | 0    | 2      | 1      | 3      |
| Schießen           | 0    | 2      | 1      | 3      |
| Taekwondo          | 0    | 0      | 1      | 1      |
| Gesamt             | 15   | 20     | 27     | 62     |

### Winterspiele
| Sportart       | Gold | Silber | Bronze | Gesamt |
| Skilanglauf    | 1    | 2      | 1      | 4      |
| Biathlon       | 0    | 1      | 0      | 1      |
| Eiskunstlauf   | 0    | 0      | 1      | 1      |
| Eisschnelllauf | 0    | 0      | 1      | 1      |
| Gesamt         | 1    | 3      | 2      | 7      |